# Condizione femminile in Italia

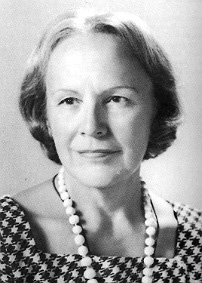
Nilde Iotti (1920-1999) prima donna a ricoprire una delle cinque massime cariche dello Stato (Presidente della Camera dal 1979 al 1992). La sua elezione è stata definita rivoluzionaria per quanto riguarda la condizione femminile, all'epoca ancora fortemente patriarcale.

La condizione femminile in Italia si è evoluta in maniera esponenziale a partire dalla fine della Seconda Guerra Mondiale e dalla caduta del regime fascista, quando le donne hanno visto riconoscersi sempre più diritti, i quali in precedenza erano prerogativa esclusiva degli uomini, fino ad arrivare alla completa parità giuridica.
I pieni diritti tra uomo e donna in Italia sono infatti garantiti e pienamente riconosciuti in seguito all'entrata in vigore della Costituzione della Repubblica Italiana il 1º gennaio 1948.
Dal 1979, infatti, sono solo 7 le donne che hanno ricoperto 4 delle 5 cariche più alte dello Stato: alla seconda carica dello Stato, quella di Presidente del Senato della Repubblica, è arrivata per la prima volta Maria Elisabetta Alberti Casellati (2018-2022).
La terza carica dello Stato, quella di presidente della Camera dei deputati, è stata ricoperta, al momento, da ben tre donne: per prima è stata Nilde Iotti (1979-1992), poi Irene Pivetti (1994-1996) e Laura Boldrini (2013-2018).
La prima donna a ricoprire la quarta carica dello Stato, quella di Presidente del Consiglio dei ministri, è Giorgia Meloni (2022-in carica).
Alla quinta carica dello Stato, quella di Presidente della Corte costituzionale, come donna è arrivata per la prima volta Marta Cartabia (2019-2020), e in seguito Silvana Sciarra (2022-2023).

## Dal Medioevo al Rinascimento

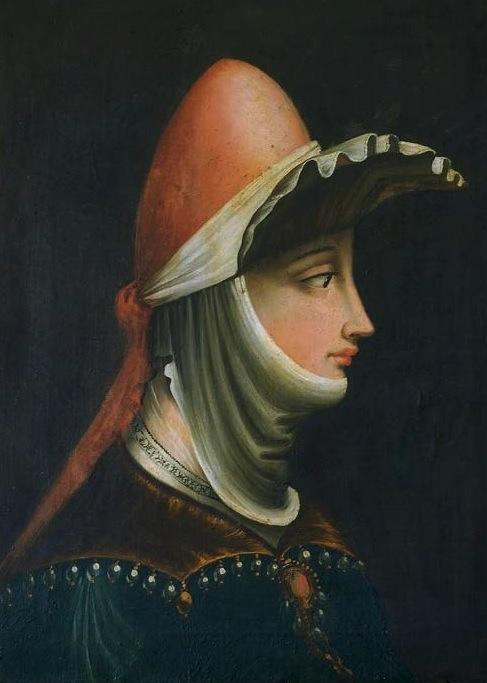
Matilde di Canossa

La struttura sociale patriarcale assegnava alla donna un ruolo subalterno nella famiglia e nella società, quindi le donne italiane hanno avuto rare occasioni per distinguersi durante il Medioevo.
La vedova poteva ereditare una posizione di potere dal proprio marito, come nel caso di Matilde di Canossa, oppure la donna colta poteva trovare opportunità nel convento, come Chiara d'Assisi e Caterina da Siena durante il XIII e il XIV secolo.

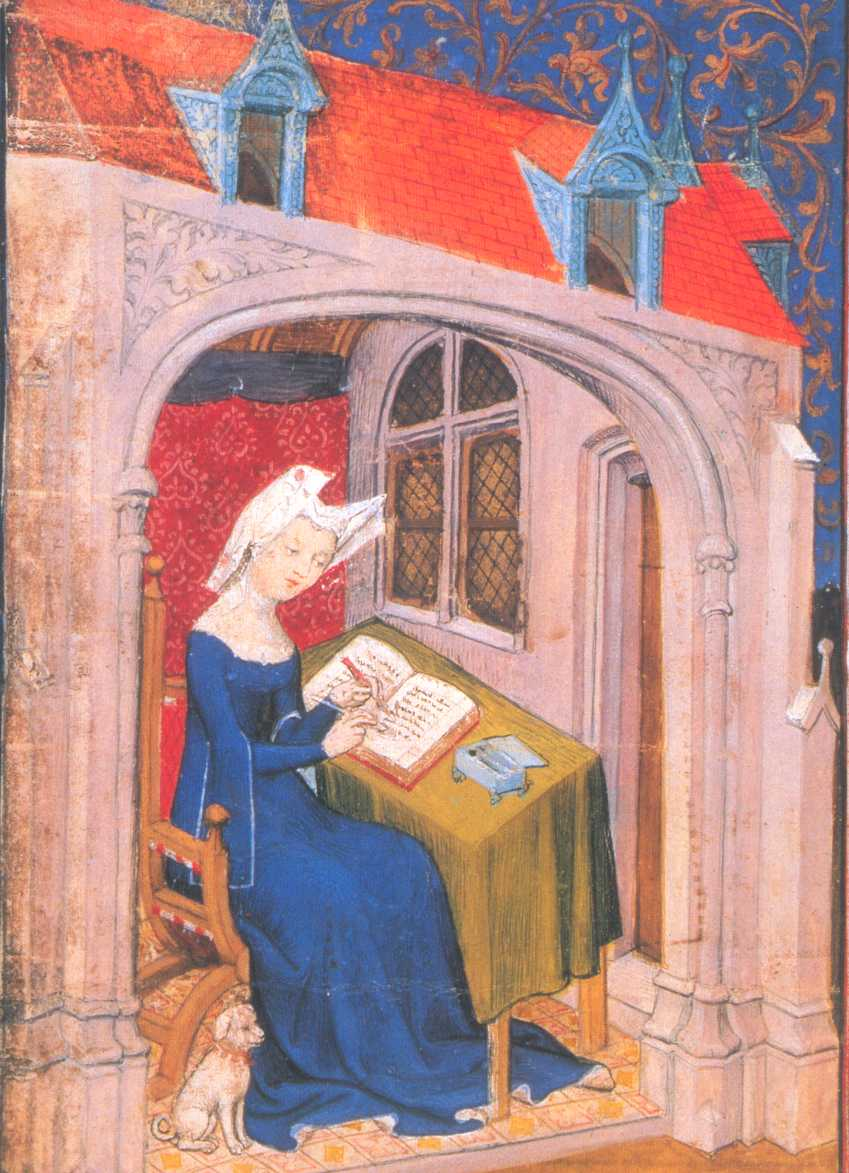
Christine de Pizan

Nel Rinascimento (XV-XVI secolo) le donne restano ancora confinate ai ruoli tradizionali di "monaca, moglie, serva, cortigiana".
Cresce, tuttavia, la diffusione dell'alfabetizzazione tra le donne delle classi privilegiate e si apre l'occasione per un numero crescente di donne di partecipare alla vita intellettuale anche in ambito laico.
Veneziana di nascita, Christine de Pizan (1365-1440) scrive La Città delle Dame nel 1404; l'autrice descrive il genere femminile come privo di inferiorità innata rispetto agli uomini.
Gli stessi concetti saranno ribaditi un secolo più tardi da Giulia Bigolina nel romanzo Urania, il primo realizzato da una donna italiana nel Rinascimento del quale si abbia notizia.
Alcune donne fortunate per la propria posizione sociale libera dal fardello del lavoro domestico sono in grado di ottenere un'educazione o hanno un padre o un marito che permette loro di coltivare i propri talenti artistici e culturali.
Lucrezia Tornabuoni a Firenze, Veronica Gambara a Correggio; Veronica Franco e Moderata Fonte a Venezia, Vittoria Colonna a Roma, sono nobildonne che si affermano per le proprie riconosciute capacità intellettuali.
Un caso atipico è quello della poetessa Isabella di Morra che, a differenza delle sue contemporanee, non ebbe la possibilità di partecipare alla vita culturale del tempo a causa delle prepotenze familiari e la sua tragica morte ne fece un'icona dell'oppressione femminile.
Le donne forti del Rinascimento italiano, come Isabella d'Este, Caterina de' Medici o Lucrezia Borgia, uniscono l'abilità politica a interessi culturali e di patronato nelle arti. Plautilla Nelli e Sofonisba Anguissola si affermano tra le prime esponenti femminili della pittura europea, e Tarquinia Molza nella musica.
L'8 aprile 1500 l'avvocatessa Giustina Rocca (deceduta nel 1502) è la prima donna a pronunciare una sentenza arbitrale, a Venezia.
Nella seconda metà del Cinquecento la Commedia dell'arte introduce un elemento nuovo di portata dirompente e rivoluzionaria: la presenza delle donne sul palcoscenico.
Isabella Andreini è la prima attrice ad acquisire una popolarità europea nella Compagnia dei Gelosi, tra il 1578 e il 1604, in Italia, Francia, Polonia, Spagna, Germania, e Inghilterra. Con il teatro (e quindi il melodramma e la danza) si apre per le donne un intero mondo di nuove opportunità.

## Dal Rinascimento all'età napoleonica

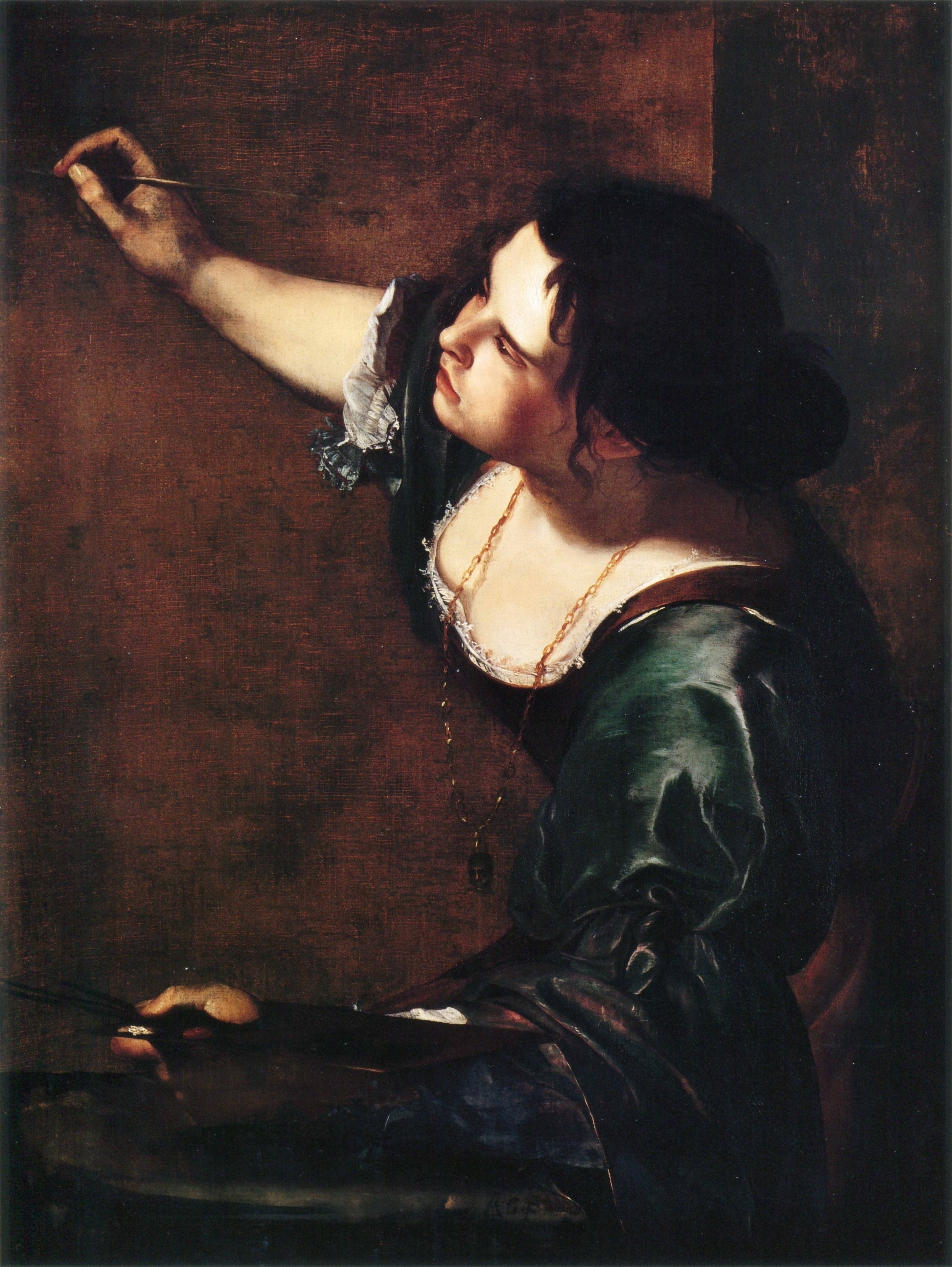
Artemisia Gentileschi

All'inizio del Seicento, le donne italiane intellettuali sono ormai una presenza affermata nella cultura del tempo, anche se il fenomeno resta limitato alle classi privilegiate e non si traduce in provvedimenti legislativi; la loro attività resta confinata ai loro salotti di casa.
Tra queste donne ci sono le compositrici Francesca Caccini, Eleonora Baroni e Angela Teresa Muratori e le pittrici Lavinia Fontana, Fede Galizia e Artemisia Gentileschi.
In questo periodo, tuttavia, i diritti delle donne sono ancora molto limitati: l'11 settembre 1599 Beatrice Cenci, nobildonna romana, viene giustiziata per parricidio, nonostante fosse esasperata dalle violenze e dagli abusi sessuali paterni.
Nel 1678 Elena Lucrezia Corner è la prima donna in Italia a conseguire una laurea accademica, in filosofia, all'Università di Padova e la prima donna al mondo a ricevere un dottorato.
Al di fuori del contesto familiare, le donne italiane del Seicento continuano a trovare opportunità nei conventi e ora per la prima volta anche nel teatro musicale, a cominciate da Anna Renzi (descritta come la prima diva della storia dell'opera) e Barbara Strozzi.
Aurora Sanseverino fu invece una figura di spicco del Regno di Napoli a cavallo tra il seicento e il settecento, donna eclettica ammirata dalla società napoletana e nota per il suo grande mecenatismo.

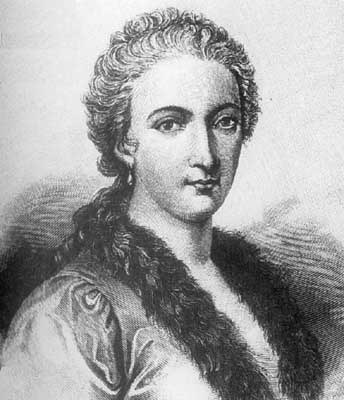
Maria Gaetana Agnesi.

Nel Settecento con l'Illuminismo si apre alle donne italiane anche il campo delle scienze e della filosofia: Clelia Grillo Borromeo, Giuseppa Eleonora Barbapiccola, Laura Bassi, Anna Morandi Manzolini, Maria Gaetana Agnesi, Maria Angela Ardinghelli e Cristina Roccati.
Soprani e primedonne italiane continuano ad essere famose in tutta Europa: Francesca Cuzzoni, Faustina Bordoni, Vittoria Tesi, Caterina Gabrielli, Lucrezia Agujari, Giovanna Sestini e Brigida Banti.
Sui palcoscenici europei trovano successo anche l'attrice Silvia Balletti e le danzatrici Giovanna Bassi e Teresa Bandettini.
Tra le donne celebri del Settecento italiano ci sono anche la pittrice Rosalba Carriera; le compositrici Maria Margherita Grimani e Maria Teresa Agnesi Pinottini; la giurista Maria Pellegrina Amoretti; la scrittrice ed editrice Elisabetta Caminer.
La rivoluzione francese e l'età napoleonica offrono per la prima volta alle donne italiane la possibilità di essere politicamente impegnate, come nel caso dell'attivista Olympe de Gouges.
Già nel 1799 a Napoli, la poetessa Eleonora Pimentel Fonseca svolge un ruolo da protagonista nella Repubblica Napoletana; pagherà con la condanna a morte questo suo impegno il 20 agosto dello stesso anno. Tra le altre donne del Risorgimento abbiamo anche Carolina Arienti.

## Il Risorgimento (1815-1871)

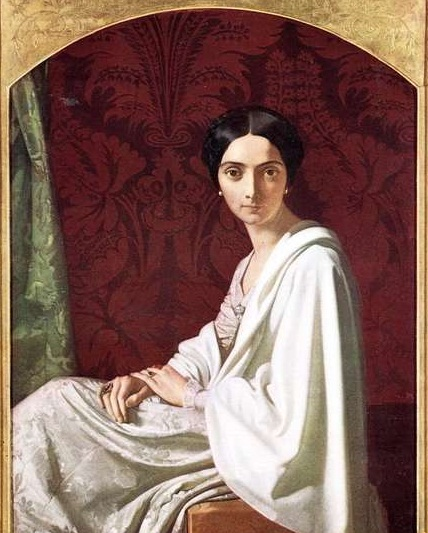
Cristina Trivulzio di Belgiojoso

Il Risorgimento è il primo evento della storia italiana nel quale la partecipazione femminile sia apertamente ricercata e riconosciuta.
Nella prima metà del XIX secolo, alcuni dei salotti più influenti in cui i patrioti, rivoluzionari e intellettuali italiani si incontrano, sono diretti da donne, come ad esempio Bianca Milesi, Metilde Viscontini Dembowski, Teresa Casati, e Cristina Trivulzio di Belgiojoso.
Particolarmente rilevante è la presenza femminile nel movimento mazziniano, da Sara Levi Nathan a Antonietta De Pace e Giuditta Bellerio Sidoli.
Alcune donne si distinguono anche sui campi di battaglia, da Luisa Battistotti Sassi (combattente nelle Cinque giornate di Milano) a Colomba Antonietti (caduta nella difesa della Repubblica romana), da Anita Garibaldi (la moglie di Giuseppe Garibaldi) a Rosalia Montmasson (che partecipa alla Spedizione dei Mille come infermiera) a Antonia Masanello e Giuseppa Bolognara Calcagno (che si uniscono ai combattenti garibaldini come soldatesse).

## Il Regno d'Italia (1861-1946)

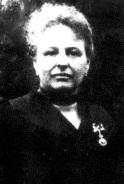
Anna Maria Mozzoni

### Dall'Indipendenza al periodo fascista (1861-1922)
Il nuovo Stato unitario esalta ed idealizza le madri e le spose del Risorgimento (prima fra tutte Adelaide Cairoli), ma non concede alcun diritto alle donne. Il voto (anche amministrativo) è precluso.
Il diritto di famiglia, disciplinato dal 1865 dal Codice civile "Pisanelli", è improntato sulla supremazia maschile e preclude alla donna, attraverso la richiesta dell'autorizzazione maritale, ogni decisione di natura giuridica o commerciale.
L'articolo 486 del Codice Penale del 1859 del Regno di Sardegna, esteso ora a tutta Italia, prevedeva una pena detentiva da tre mesi a due anni per la moglie adultera, mentre puniva il marito solo in caso di concubinato (in vigore fino al 1968).
Comincia subito la battaglia per l'acquisizione di una parità di diritti e del suffragio femminile in Italia. Già nel 1864 Anna Maria Mozzoni, pioniera del movimento femminile in Italia, denuncia le discriminazioni legali cui la donna è sottoposta attraverso la pubblicazione di "La donna e i suoi Rapporti Sociali in Occasione della revisione del Codice Italiano".
Nel Codice di Famiglia del 1865 viene stabilito che le madri non avevano il diritto di esercitare la tutela sui figli legittimi, né tanto meno quello ad essere ammesse ai pubblici uffici.
Se sposate, non potevano gestire i soldi guadagnati con il proprio lavoro, perché ciò spettava al marito. Venne perciò istituita l'obbligazione maritale per vendere o meno dei beni (fino al 1919).

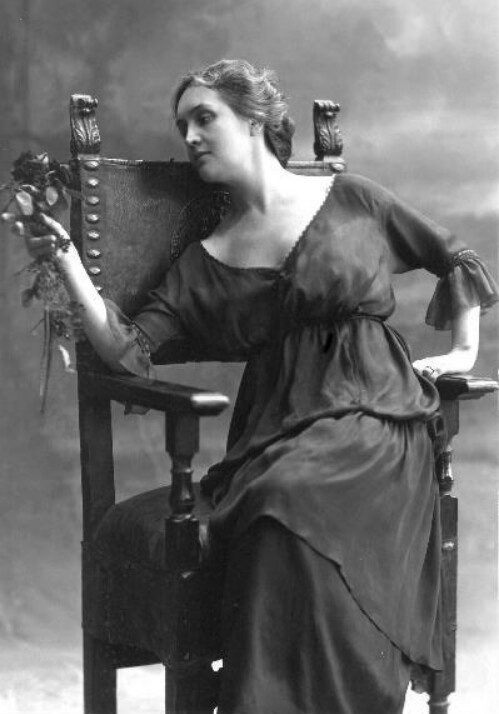
Sibilla Aleramo

Nel 1867 il deputato Salvatore Morelli presenta il primo disegno di legge per consentire il Suffragio Universale; la proposta è respinta con voto della Camera dei Deputati. Nonostante il fallimento della proposta di legge, egli è considerato il padre del femminismo italiano e il deputato delle donne. 

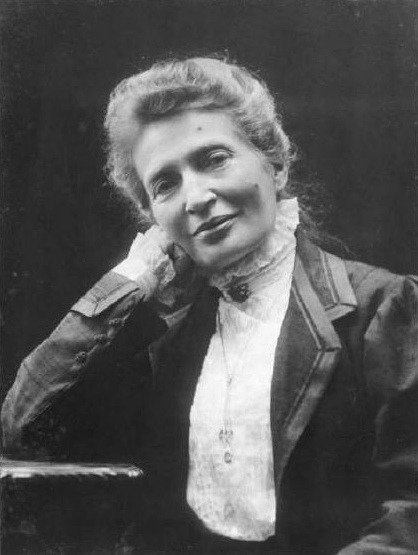
Anna Kuliscioff

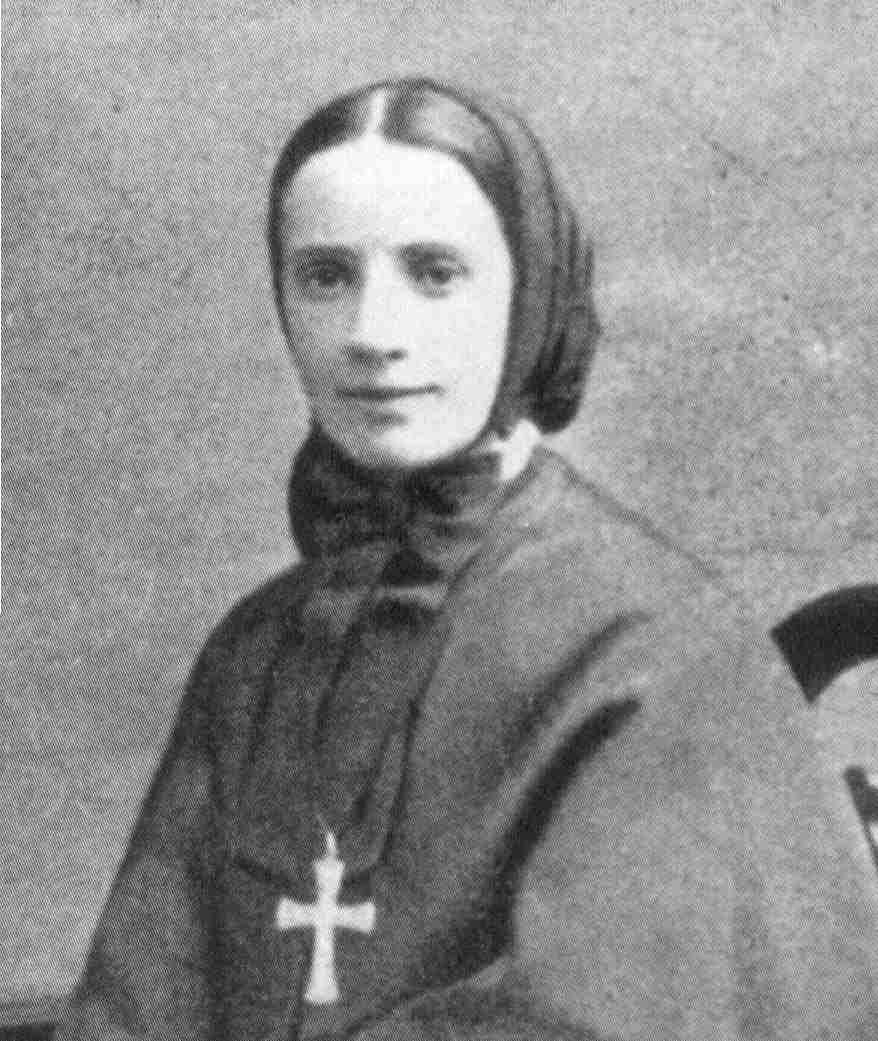
Francesca Saverio Cabrini

Maria Montessori

Nel frattempo nascono i primi giornali e le prime associazioni femminili. Nel 1868 Gualberta Alaide Beccari comincia la pubblicazione della rivista La donna a Padova.
Sul fronte dell'Istruzione, le donne ottengono nel 1874 l'accesso ai licei e alle università, anche se in realtà molte scuole continuarono a respingere le iscrizioni femminili (nel 1900 le donne iscritte nelle Università furono 250, mentre nei licei 287).
Il Regio Decreto del 1875 dell'allora ministro della pubblica istruzione Ruggero Bonghi e del suo successore Michele Coppino dell'anno successivo sanciscono formalmente per le donne la possibilità di iscriversi all'Università.
Nel 1879 la giornalista Anna Maria Mozzoni fonda a Milano una Lega promotrice degli interessi femminili, per rivendicare il suffragio femminile; mentre nel 1877 Ernestina Paper, una ebrea di origine russa trasferitasi in Italia, è la prima donna a laurearsi in Italia, in medicina.
Dopo di lei e fino al 1890 le donne che in Italia conseguirono una laurea saranno una ventina appena; molte delle professioni rimangono comunque precluse.
Laureatasi nel 1881 in giurisprudenza, Lidia Poët diventa il 9 agosto 1883 la prima donna iscritta all'Ordine degli Avvocati, ma l'iscrizione è revocata per ordine della magistratura, per esservi riammessa ufficialmente solo nel 1920.
Le donne laureate aumenteranno a 237 nel decennio successivo. Le accademiche italiane di fine Ottocento, dall'astronoma Caterina Scarpellini all'archeologa Ersilia Caetani Lovatelli (prima donna a entrare nell'Accademia dei Lincei nel 1879), appartengono ancora a quelle generazioni di donne erudite che si sono formate al di fuori dell'ambito universitario.
I cambiamenti legislativi sono molto lenti. I progressi maggiori sono ottenuti laddove lo sfruttamento era più grande ma anche la concentrazione femminile più significativa, ovvero nei campi e nelle fabbriche.
Sotto l'influenza di leader socialisti, come Anna Kuliscioff e Angelica Balabanoff, le donne si organizzano nella costituzione dei primi sindacati operai.
Nel 1899 Ersilia Majno fonda a Milano l'Unione femminile nazionale con un gruppo di donne di area socialista; nel 1903 si apre la sezione romana per iniziativa di Anna Fraentzel Celli.
Nel 1900 Teresa Labriola (1874-1941) diventa la prima donna italiana ad esercitare la professione di avvocato e a ricoprire la carica di docente universitario. Solo grazie all'intervento delle forze dell'ordine le fu permesso di tenere la sua prima lezione, disturbata da giornalisti e da studenti contrari ad accettare una donna in veste di docente universitario.
Significativi progressi si compiono anche nell'organizzazione delle lavoratrici agricole. Argentina Altobelli è tra i fondatori della Federazione nazionale dei lavoratori della terra (1901) e nel 1906 ne diventa segretaria (carica che manterrà nei prossimi 20 anni fino allo scioglimento dell'organizzazione da parte del regime fascista).
La Legge n.242 del 19 giugno 1902, approvata durante il Governo Zanardelli, per la prima volta protegge le donne di qualsiasi età dal lavoro (bambini compresi). È vietato loro di lavorare nelle miniere per ragioni morali e sociali e le ore giornaliere sono limitate a 12. Tale legge è conosciuta come Legge Carcano, voluta dall'allora ministro delle finanze Paolo Carcano, in collaborazione con Anna Kuliscioff.
Nuove opportunità si aprono anche alle donne che abbracciano la vita religiosa. Le sante italiane del XIX secolo non sono più solo mistiche attive nei conventi di clausura.
L'impegno caritatevole si trasforma in un impegno sociale di pubblica rilevanza, come nel caso di suor Benedetta Cambiagio Frassinello, fondatrice nel 1856 delle Suore Benedettine della Provvidenza o di suor Francesca Saverio Cabrini, fondatrice nel 1880 a Codogno della congregazione delle Missionarie del Sacro Cuore di Gesù, la quale, emigrata negli Stati Uniti, vi costruirà una rete di asili, scuole, convitti per studentesse, orfanotrofi, case di riposo per laiche e religiose, ed ospedali.
Nel 1904 viene formato il Consiglio Nazionale delle Donne Italiane (CNDI), aderente all'International Council of Women; la presidente è Gabriella Rasponi Spalletti. L'obiettivo è quello di estendere il diritto di voto delle donne della classi più elevate.
L'anno dopo, con il Regio Decreto dell'agosto 1905, le donne sono ammesse all’insegnamento nelle scuole medie.
La Legge 816 del 24 marzo 1907 stabilisce, tra le tante cose, anche il divieto al lavoro notturno delle donne di qualsiasi età. Nello stesso anno, il 5 giugno 1907, Ernestina Prola è la prima donna italiana a ottenere la patente automobilistica.
Il CNDI organizza a Roma, in Campidoglio, il 23 aprile 1908 il primo Congresso delle Donne Italiane, inaugurato dalla Regina Elena ed al quale erano presenti molte nobildonne.
Anche le donne cattoliche si organizzano sotto la guida della marchesa Maria Cristina Giustiniani Bandini, con un'agenda più conservatrice in linea con le direttive della Chiesa e sotto il controllo delle gerarchie ecclesiali; nasce così nel 1908 l'Unione delle Donne Cattoliche Italiane (UDACI), poi Unione Femminile Cattolica.
Sempre in ambito cattolico, ma sul versante della sinistra popolare si collocano le voci di Adelaide Coari e di Elisa Salerno, fondatrice nel 1909 del giornale La donna e il lavoro.
Con la Legge 520 del 17 luglio 1910 viene istituita la "Cassa di Maternità", che consente di dare un sussidio fisso, non proporzionato al salario, per il congedo obbligatorio.

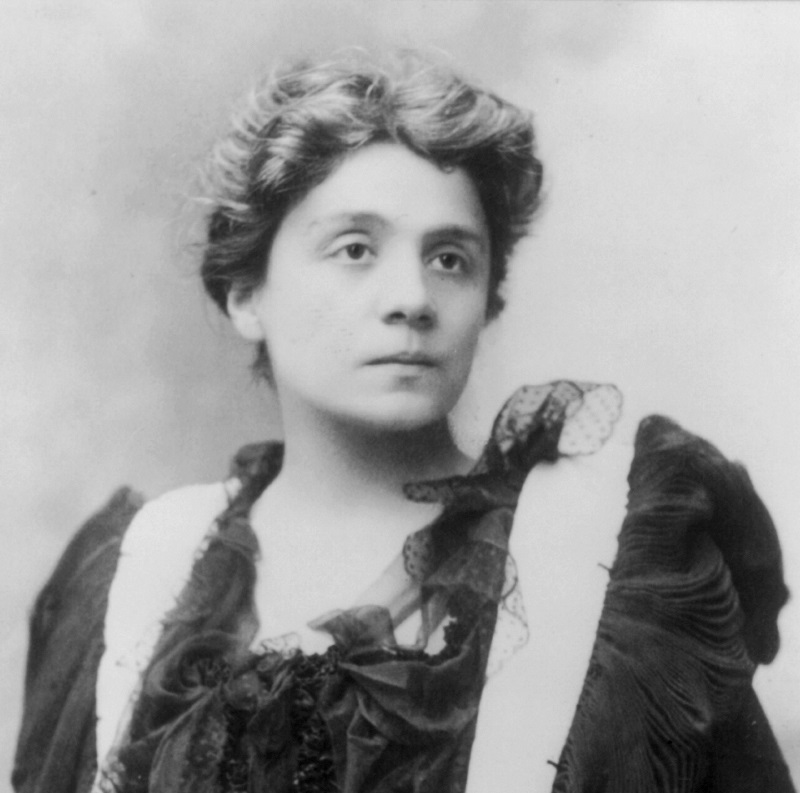
Eleonora Duse

Nel maggio del 1912, durante la discussione del progetto di legge della riforma elettorale, che avrebbe esteso il voto anche agli analfabeti maschi, i deputati Giuseppe Mirabelli, Claudio Treves, Filippo Turati e l'ex Presidente del Consiglio Sidney Sonnino propongono un emendamento per concedere il voto anche alle donne.
Il primo ministro di allora Giovanni Giolitti, però, vi si oppone strenuamente, definendolo "un salto nel buio". La questione, rimandata all'esame di una apposita commissione, viene accantonata.
Nel campo della cultura, tra le donne più famose del Regno d'Italia ci sono la regista cinematografica Elvira Notari; le attrici Eleonora Duse, Lyda Borelli e Francesca Bertini; le scrittrici Matilde Serao, Sibilla Aleramo, Carolina Invernizio, Ida Baccini, Ada Negri e Grazia Deledda (che nel 1926 avrebbe vinto il premio Nobel); i soprano Luisa Tetrazzini e Lina Cavalieri; la giurista e attivista Teresa Labriola, prima donna italiana a occupare una cattedra universitaria; le pedagogiste Giulia Cavallari Cantalamessa e Maria Montessori, la quale si laurea in medicina nel 1896.

Con la prima guerra mondiale i posti di lavoro persi dagli uomini richiamati al fronte vennero occupati dalle donne, nei campi, nelle fabbriche e nella pubblica amministrazione, con percentuali che in alcuni settori raggiungono anche l'80% degli addetti.

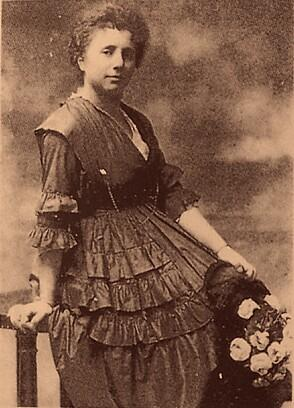
Margherita Sarfatti.

L'enorme contributo dato dalle donne alla causa bellica riaccende al termine del conflitto il dibattito sulla condizione giuridica della donna in Italia.
La legge n. 1179 del 17 luglio 1919, nota come Legge Sacchi, abolisce l'autorizzazione maritale e autorizza le donne ad entrare in tutti i pubblici uffici, tranne che nella magistratura, nella politica e nell'esercito.
Sia il Partito socialista che il Partito popolare appoggiano ora la causa del suffragio femminile. Altre donne importanti di questo periodo furono: Elisa Agnini Lollini e Alessandrina Ravizza.

### Il periodo fascista (1922-1943)

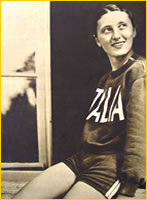
Ondina Valla

Il nascente movimento fascista tiene inizialmente un atteggiamento ambiguo: da un lato dichiara il suo favore verso la concessione del voto amministrativo alle donne, dall'altro appoggia, anche con azioni squadristiche, le proteste verso le donne lavoratrici, accusate di togliere il lavoro ai reduci.
Nel 1923 lo stesso Benito Mussolini si impegna di fronte al nono congresso dell'Alleanza femminile internazionale (che si svolge a Roma dal 14 al 19 maggio 1923) di estendere, sia pure a certe condizioni, il voto amministrativo alle donne.
Il 22 novembre 1925 fa anche approvare una legge in tal senso, i cui effetti però sono immediatamente annullati dalla riforma podestarile del 4 febbraio 1926, che abolisce il voto amministrativo.
Con il Regio Decreto 1054 del 6 maggio 1923, con la Riforma Gentile si proibisce alle donne la direzione delle scuole medie e secondarie.
Con l'instaurazione del regime fascista, i diritti delle donne subiscono una radicale battuta d'arresto; l'ideologia fascista vede nella procreazione il dovere primario della donna.
Una serie di leggi mirano a costringere le donne italiane nuovamente ed esclusivamente al loro ruolo di mogli e madri: ad esempio, il Regio decreto n. 2480 del 9 dicembre 1926 vietò alle donne l'insegnamento nei Licei (art. 11), dando l'esclusiva femminile all'istruzione degli istituti magistrali (decreto annullato solo nel 1944).
Il Codice di Famiglia viene ulteriormente inasprito dal fascismo, ponendo le donne in uno stato di totale sudditanza di fronte al marito.
Se pure il solo celibato maschile è tassato, a partire dal 1926, non si tratta di un privilegio per l'analogo femminile, ma più una conferma che la "donna è oggetto della scelta dell'uomo".
Anche nel nuovo Codice Penale sono confermate tutte le norme contrarie alle donne, aggiungendovi l'art. 587 che prevedeva la "riduzione di un terzo della pena per chiunque uccidesse la moglie, la figlia o la sorella per difendere l'onore suo o della famiglia" (il cosiddetto "delitto d'onore").

Camilla Ravera (1889-1988), prima donna a ricevere l'incarico di Senatrice a vita dall'allora Presidente della Repubblica Sandro Pertini (1982).

La posizione del fascismo è rafforzata dalla sua coincidenza con quella della Chiesa con la quale i legami si fanno più stretti dopo i Patti Lateranensi del 1929.
Nell'enciclica Casti Connubii (1930) si ribadisce il ruolo primario della donna come madre e si condannava come "contro natura" ogni idea di parità tra i sessi.
Le associazioni femminili cattoliche, guidate da Armida Barelli, sono tuttavia tra le pochissime cui il regime permetta di esistere e per molte donne cattoliche esse saranno un importante luogo di formazione alla loro futura attività politica.
Anche alle donne ebree le autorità fasciste concedono di costituire dal 1927 una propria associazione, l'Associazione donne ebree d'Italia (ADEI), che sotto la guida di Vittoria Pisa Cantoni e Gabriella Ravenna Falco svolgerà un importante ruolo di aggregazione e volontariato sociale negli anni difficili del regime, delle leggi razziali e della seconda guerra mondiale.
La retorica fascista esalta il ruolo di supporto della donna italiana, e ne incoraggia il ruolo sottomesso nella famiglia (l'ideale è Rachele Guidi, moglie di Benito Mussolini), o a intrattenimento del maschio italiano nel campo dello spettacolo (Luisa Ferida, Wanda Osiris).
L'attività fisica delle giovani è vista con favore, come un complemento alla loro femminilità, e in questo senso è accolta con favore la medaglia d'argento conquistata dalle ginnaste italiane nella prima partecipazione femminile dell'Italia ai Giochi della XXII Olimpiade.
C'è il timore tuttavia che la donna attraverso lo sport possa acquisire troppo indipendenza e libertà e così, anche su pressione del Vaticano, nessuna atleta è inviata a rappresentare l'Italia ai Giochi della X Olimpiade del 1932.
La medaglia d'oro di Ondina Valla, la prima in assoluto di un'atleta italiana a una competizione internazionale, ai successivi Giochi della XI Olimpiade di Berlino nel 1936 è accolta con un misto di orgoglio (per la risonanza internazionale che l'impresa riceve) e di preoccupazione che la donna non oltrepassi i rigidi confini a lei assegnati dall'ideologia fascista.
Il 19 ottobre 1930, con l'entrata in vigore del Codice Rocco, viene stabilito che "la donna adultera venga punita fino a un anno di reclusione".
Con la legge numero 22/1934 viene concesso alla pubblica amministrazione di discriminare le donne nelle assunzioni, escludendole da una serie di pubblici uffici.
Sempre nello stesso anno, con la legge numero 653, vengono limitate l'ammissione delle donne a lavori insalubri, sotterranei, notturni e alcuni lavori giudicati "moralmente" pericolosi. Per le donne che hanno compiuto 15 anni l'orario di lavoro non può superare le 11 ore al giorno.
Il fascismo celebra le sue eroine e militanti della prima ora (come Ines Donati), ma ogni attività pubblica autonoma delle donne (fosse anche in supporto al regime) è ora duramente repressa.
L'unica donna alla quale si conceda ancora una qualche visibilità politica è Margherita Sarfatti che, amante e consigliera di Benito Mussolini, nel 1926 ha pubblicato Dux, un'apologetica biografia del Duce, tradotta in 18 lingue.
In questa situazione sono relativamente poche anche le donne impegnate nei movimenti antifascisti: 748 furono le donne processate per crimini politici dal Tribunale speciale e circa 500 quelle a ricevere condanne; tra queste vi è Camilla Ravera arrestata nel 1930 e condannata a 15 anni di carcere al confino.
Le uniche donne a potersi permettere un atteggiamento ribelle e anticonformista e a mantenere una certa libertà d'azione sono donne "intoccabili" dal regime a causa dei loro legami familiari: Ernesta Bittanti Battisti (vedova di Cesare Battisti), Edda Mussolini Ciano, e Maria José di Savoia.
Le Leggi razziali fasciste del 1938 infliggono un altro duro colpo all'emancipazione femminile in Italia, perché una buona percentuale delle poche donne italiane ad avere ruoli accademici sono ebree, da Anna Foà a Enrica Calabresi.

Ausiliarie inquadrate nella Repubblica Sociale Italiana come supporto ai combattenti

Nello stesso anno, con il Regio Decreto Legge del 1938, viene vietato ai datori di lavoro pubblici e privati di assumere più del 10% di donne, tranne per i lavori considerati particolarmente "adatti" alle donne (in vigore fino al 1963).
Con la legge n. 917 promulgata da Vittorio Emanuele III il 22 maggio 1939 fu istituita in Italia la "medaglia d'onore per le madri di famiglie numerose", destinata alle madri di famiglie numerose ed andava portata sul lato sinistro del petto, in occasione di tutte le feste nazionali, solennità civili e pubbliche funzioni.

### La resistenza (1943-1945) e la fine della Monarchia (1945-1946)
Dopo l'esperienza del fascismo e dei primi tragici anni di guerra, la Resistenza offre alle donne italiane la prima occasione di presenza di massa nelle vicende politiche del loro paese.
Già nel novembre 1943 sono creati i Gruppi di difesa della donna diretti da Caterina Picolato, riunendo gruppi femminili e donne antifasciste d'ogni provenienza con lo scopo di mobilitare le masse femminili contro l'occupazione.
Le donne aderenti alla Resistenza furono: 75.000 appartenenti ai Gruppi di Difesa, 35.000 partigiane, 4563 tra arrestate torturate e condannate, 623 fucilate e cadute, 2750 deportate, 512 Commissarie di guerra, 19 decorate con Medaglia d'Oro. Si tratta del 20% dei partecipanti al movimento di resistenza, senza contare le tante donne che agirono da fiancheggiatrici.
La maggior parte delle donne furono impiegate in supporto logistico alla formazioni militari o come staffette di collegamento, ma per la prima volta molte furono coinvolte anche in operazioni di combattimento, in alcuni casi con funzioni di comando.
Il 18 aprile 1944, in contemporanea alla Resistenza, nella Repubblica Sociale Italiana, nacque il Corpo Femminile Volontario per i Servizi Ausiliari delle Forze Armate Repubblicane, meglio noto come Servizio Ausiliario Femminile (SAF) le cui componenti, tutte volontarie, vennero comunemente indicate come ausiliarie, attivo fino al 1945. Molte di loro vennero comunque uccise e torturate.

Nelle zone controllate dai partigiani, donne coprirono anche ruoli di responsabilità istituzionale, come nel caso di Gisella Floreanini (1906-1993), nella Repubblica partigiana dell'Ossola, che assunse la carica di Commissaria di Governo tra il settembre e l'ottobre del 1944.

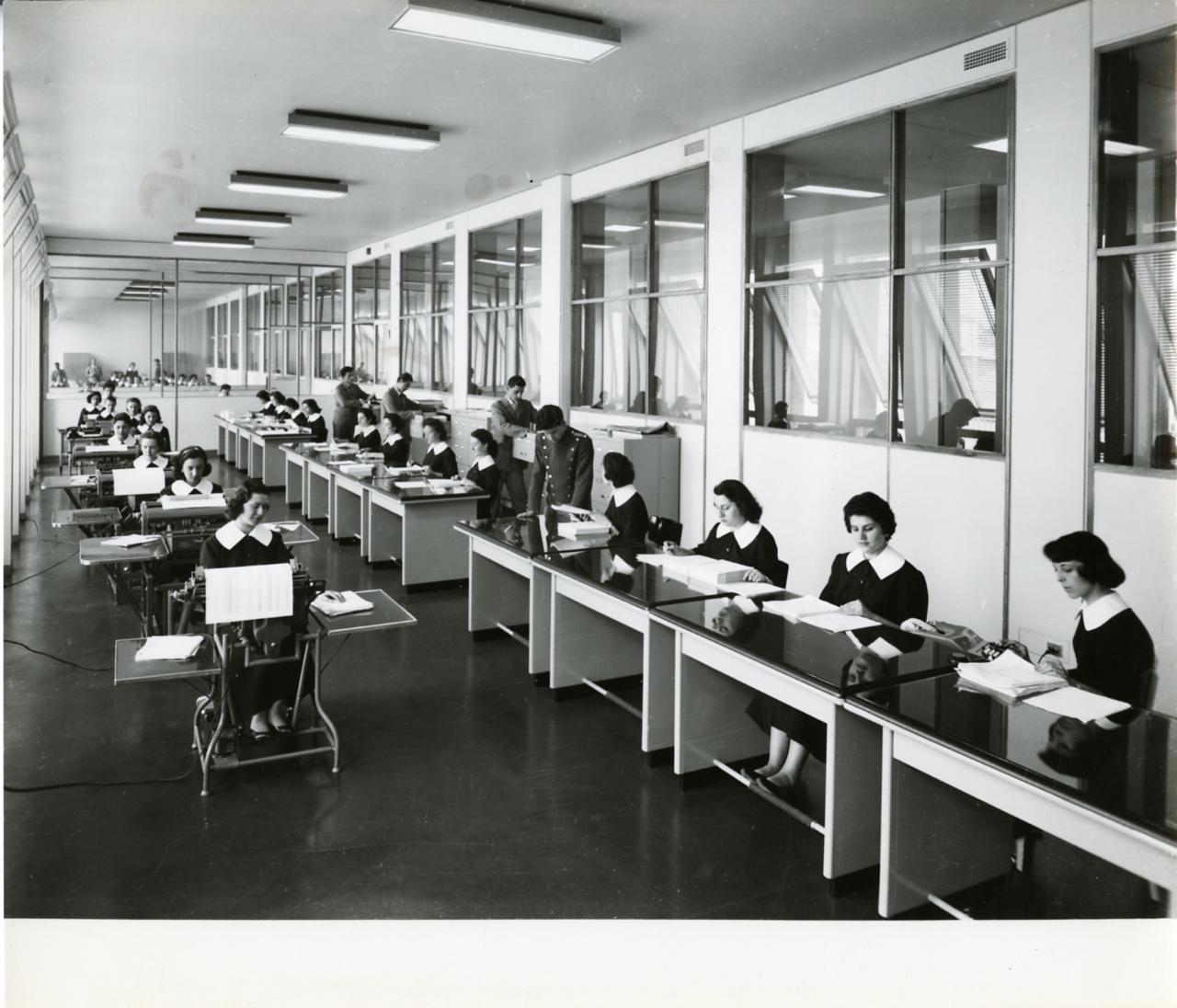
Donne impiegate in un grande ufficio a Milano. Foto di Paolo Monti, 1960

Nel settembre del 1944, si forma a Roma l'UDI, Unione Donne in Italia, per iniziativa di donne appartenenti al PCI, al PSI, al Partito d'Azione, alla Sinistra Cristiana e alla Democrazia del Lavoro. Tra le firmatarie vi è anche Maria Giudice, attivista e giornalista ai cui funerali partecipò anche il futuro presidente della Repubblica Saragat.
Ora ufficialmente rappresentati nel Comitato di Liberazione Nazionale, i movimenti femminili formano un Comitato pro voto fin dall'ottobre 1944, indicando in tale obiettivo il riconoscimento dovuto all'impegno delle donne nella Resistenza.
Con il Decreto legislativo n.23 del 1º febbraio 1945, il suffragio femminile viene finalmente riconosciuto, su proposta condivisa da Alcide De Gasperi e Palmiro Togliatti, senza però la loro eleggibilità.
Il decreto che porta il nome dell'allora Presidente del Consiglio Ivanoe Bonomi, venne firmato nella notte tra il 31 gennaio e il 1º febbraio.
Un mese dopo, forte di tale conquista, l'UDI prende l'iniziativa di celebrare, a guerra non ancora conclusa, la prima giornata della donna nelle zone dell'Italia libera: è l'8 marzo 1945. Due discorsi di Pio XII del 15 agosto e del 21 ottobre 1945 ribadiscono i "doveri politici" delle donne.

## La Prima Repubblica (1948-1994)

Lina Merlin (1887-1979) prima donna ad entrare nel Senato (1948)

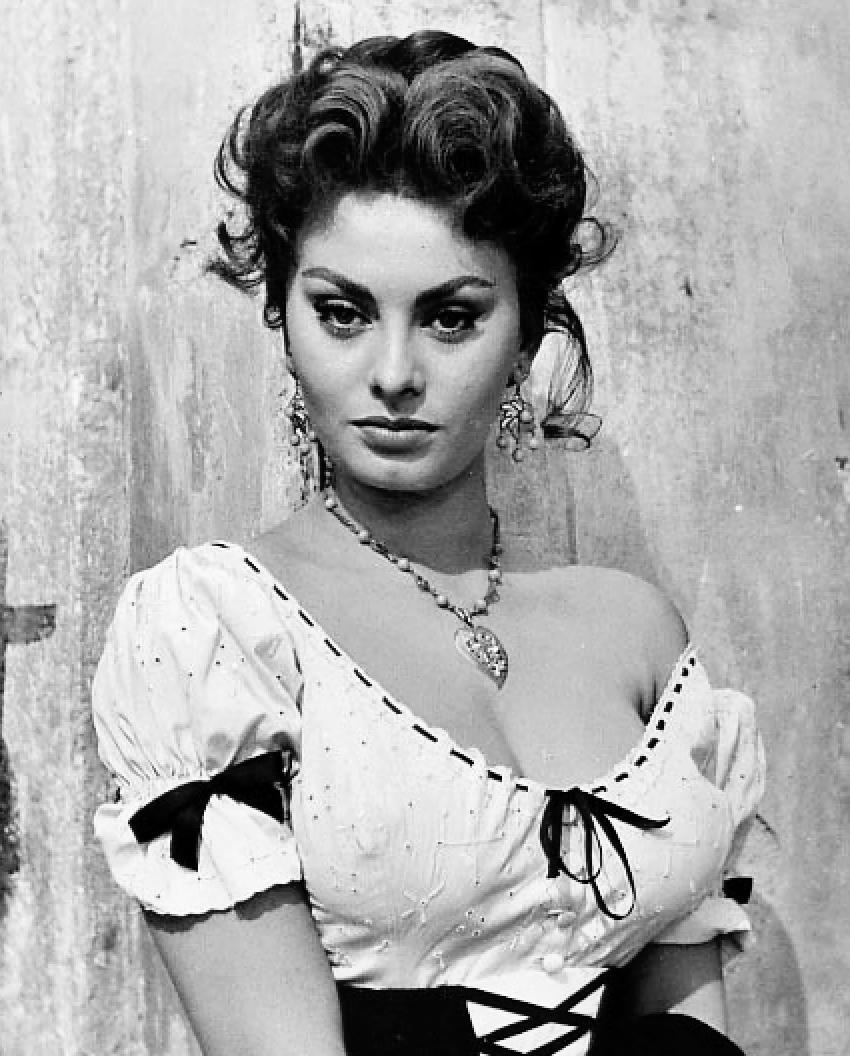
Sophia Loren

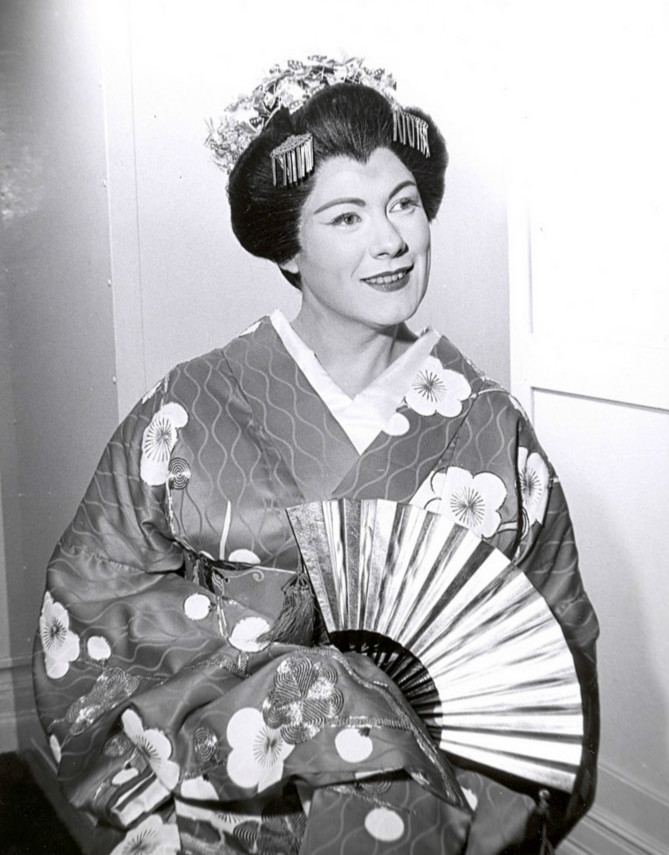
Renata Tebaldi

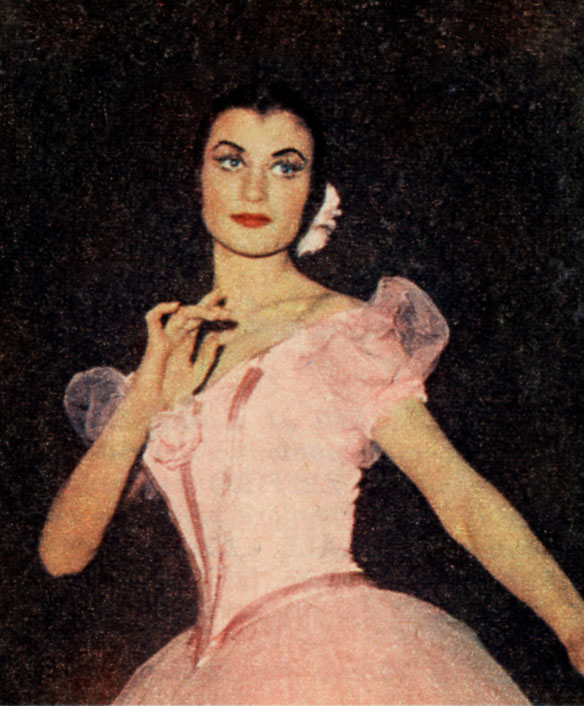
Carla Fracci

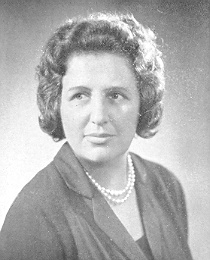
Maria Lisa Cinciari Rodano (1921-2023), vice presidente della Camera dei deputati (1963-1968).

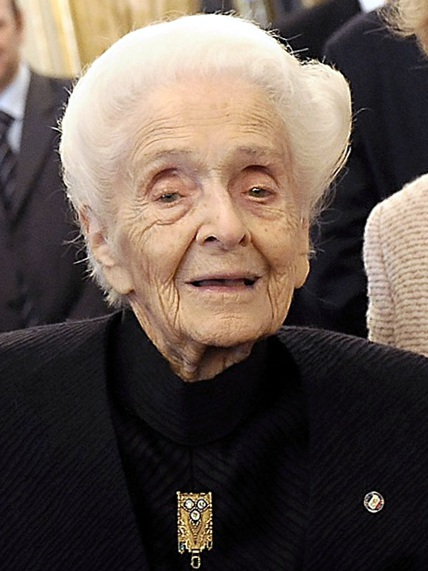
Rita Levi-Montalcini

Dal Dopoguerra vennero emanate leggi sempre più liberali nei confronti delle donne, eliminando tutte le limitazioni loro imposte durante il fascismo.
Una delle prime leggi progressiste approvate dal Parlamento fu la legge n. 860 del 1950 e la n.986 del medesimo anno, dove viene sancito il divieto di licenziamento delle lavoratrici durante il periodo di gestazione e durante il periodo, pari ad otto settimane dopo il parto, di astensione obbligatoria dal lavoro. Viene poi ribadito l’obbligo per i datori di lavoro di istituire le “camere di allattamento”.
La legge n.1064 del 1955 abolisce la sigla di nomi dei genitori dall’anagrafe, tappa fondamentale per parificare la differenza tra figli naturali e legittimi.
Con la legge n.741 del 1956 si stabilisce la parità di remunerazione tra uomini e donne. Nello stesso anno vengono ammesse le donne nelle giurie popolari delle Corti d'Assise e come componenti dei Tribunali dei minori.
Nel 1958 il Governo Zoli approva la Legge Merlin, che abolisce lo sfruttamento statale della prostituzione e la minorazione dei diritti delle prostitute. La legge 339 del 2 aprile 1958 tutela il lavoro domestico.
Con la legge n.1083 del 7 dicembre 1959 nasce il Corpo di polizia femminile, con compiti sulle donne e i minori, che sarà attivo per 20 anni dal 1º marzo 1961 fino alla soppressione il 1º aprile 1981, quando verrà integrato nella Polizia di Stato.
Nello stesso 1959 suscita un vero scandalo l'uscita del libro della scrittrice Gabriella Parca "Le italiane si confessano", nel quale si denunciano apertamente le prevaricazioni, gli abusi e i mille diffusi pregiudizi che ancora caratterizzano la società italiana.
Nel 1960 la Corte Costituzionale, ammettendo il ricorso di Rosa Oliva, riconobbe il diritto per le donne di prendere parte a tutti i concorsi pubblici, anche quelli in precedenza riservati ai soli uomini.
Il 1963 è stato un anno molto importante per i diritti delle donne. Con la legge n.7 viene stabilito il divieto di licenziamento delle lavoratrici per causa di matrimonio, le clausole di nubilato vengono definitivamente vietate.
Con la legge n.66 del 9 febbraio 1963 viene concesso alla donna il diritto di entrare a far parte della magistratura.
Le prime 8 donne vi entreranno il 5 aprile 1965 e saranno: Letizia De Martino, Ada Lepore, Maria Gabriella Luccioli, Graziana Calcagno, Raffaella D’Antonio, Annunziata Izzo, Giulia De Marco e Emilia Capelli. Tuttavia, solo dal 1989 alle donne viene consentito l'accesso presso le Magistrature Militari.
La legge n. 389 del 5 marzo 1963 si prevede un’assicurazione facoltativa per le casalinghe ed eroga una pensione di vecchiaia o di invalidità alle casalinghe che non risultino pensionate o iscritte all’assicurazione generale obbligatoria o ad altra forma di previdenza.
Alla fine degli anni ‘60, sulla spinta anche degli avvenimenti europei e mondiali e il Sessantotto, nascono anche in Italia gruppi femministi, i quali non solo rivendicano l'applicazione dei principi costituzionali di eguaglianza ma mettono l'accento anche su temi di diritto specificamente femminili, quali il divorzio, l'aborto, la contraccezione, la lotta al maschilismo. Il dibattito sulla condizione femminile in Italia subisce una brusca accelerazione.
Il 20 dicembre 1968, infatti, vengono dichiarati incostituzionali gli articoli del codice penale che punivano in modo differente l'adulterio femminile e maschile (gli uomini venivano puniti solo in caso di concubinato).
Il 1º dicembre 1970, dopo 5 anni di discussioni (prima proposta di Loris Fortuna) la Camera approva definitivamente una legge che legalizza il divorzio, legge confermata nel 1974 tramite referendum.

Franca Viola (1947), la prima donna a dire no alle cosiddette "nozze riparatrici". L'8 marzo 2014, in occasione della Giornata internazionale della donna, è stata insignita al Quirinale dell'onorificenza di Grande Ufficiale dell'Ordine al Merito della Repubblica Italiana dal Presidente della Repubblica Giorgio Napolitano.

Il 19 maggio 1975 viene approvato il nuovo Codice di diritto di famiglia, che per la prima volta garantisce la parità legale fra i coniugi e la possibilità della comunione dei beni e "abolisce" il Capo famiglia.
Con la legge 9 dicembre 1977 si prevede la parità di trattamento fra uomo e donna sul posto di lavoro; mentre cinque mesi dopo, con la legge del 22 maggio 1978, l'aborto è finalmente legalizzato in Italia, dopo 3 anni dalla prima sentenza della Corte Costituzionale (18 febbraio 1975), la quale aveva dichiarato l'illegittimità parziale del reato di aborto.
Già nel 1975 una prima raccolta di firme per un referendum sull'aborto aveva raccolto 800mila firme. Nel 1981 la legge 194 venne confermata dal 68% degli italiani tramite un referendum abrogativo volto a rendere legale l'aborto solo in pochissime circostanze.
Sempre nell'81 vengono aboliti il delitto d'onore (il quale consisteva in uno sconto di pena per l'omicida) ed il matrimonio riparatore (se lo stupratore avesse accettato di sposare la donna che aveva violentato non avrebbe ricevuto alcuna pena detentiva).
Nel 1984, in concomitanza agli altri Paesi europei, viene istituita la Commissione Nazionale per la parità e la pari opportunità tra uomo e donna presso la Presidenza del Consiglio, presieduta da Elena Marinucci.
Con la legge n.546 del 29 dicembre 1987 vengono riconosciuti anche alle donne lavoratrici autonome, coltivatrici dirette, mezzadre, colone, imprenditrici agricole a titolo principale, artigiane, commercianti i diritti delle lavoratrici dipendenti.
Il Governo Andreotti VI, con la legge 379 dell'11 dicembre 1990, stabilisce l'indennità di maternità per le libere professioniste; mentre con la legge del 25 febbraio 1992, si promuove l'uguaglianza sostanziale e le pari opportunità per uomini e donne nell'attività economica e imprenditoriale.

## La Seconda Repubblica (1994-oggi)
In questo periodo vengono approvate diverse leggi volte a tutelare le donne vittime di violenza. La prima legge a contrasto della violenza di genere viene approvata nel 1996, dopo 16 anni di proposte, con la legge n.66, la quale introduce il reato che condanna la violenza sessuale da reato contro la morale a uno contro la persona.
Nel 1997, con il D.P.C.M. n.405, viene istituito il Dipartimento per le pari opportunità il quale, nel 2006, ha attivato un numero telefonico volto a tutelare le vittime di violenza domestica, il 1522.

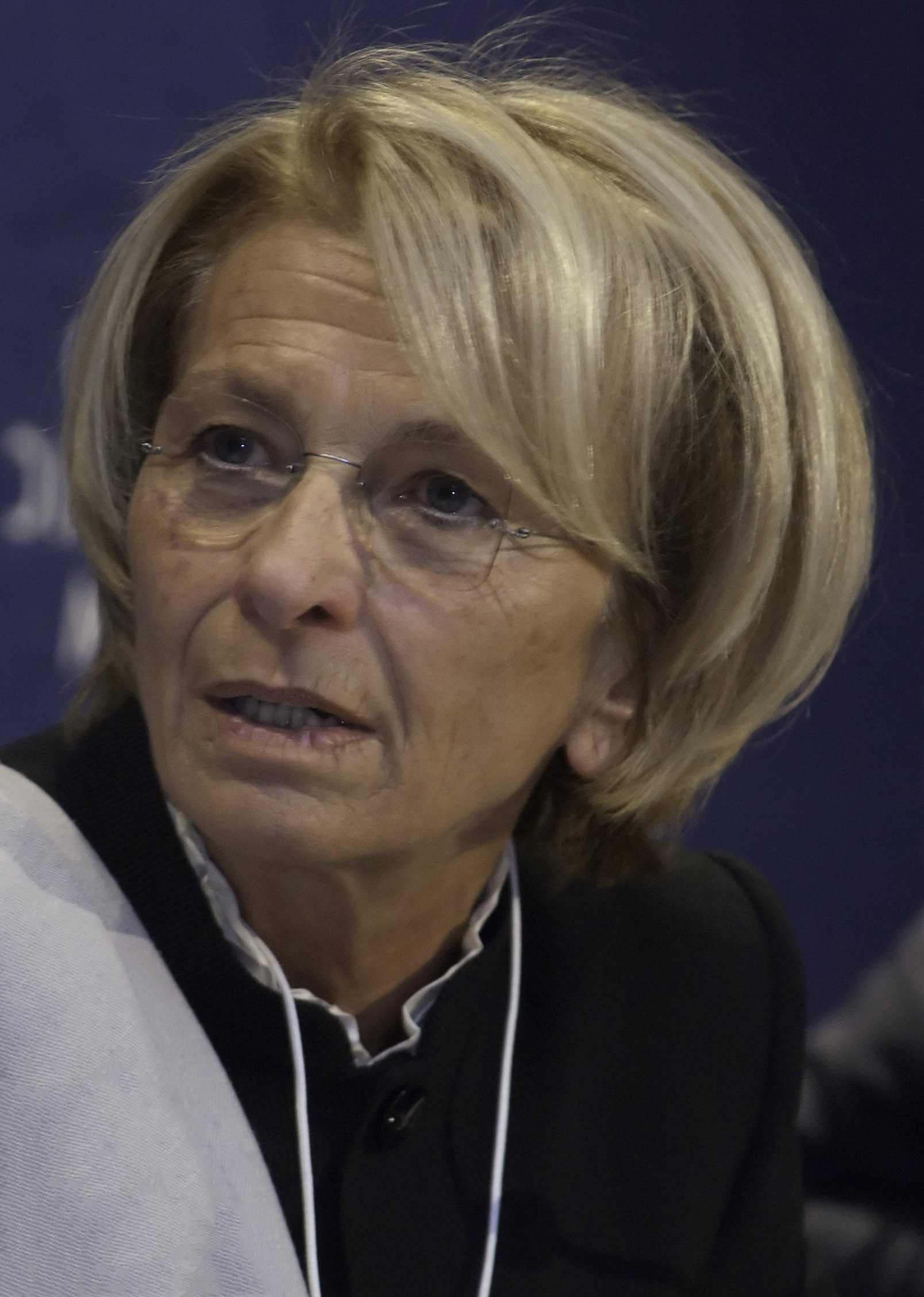
Emma Bonino ministro del commercio internazionale e delle politiche europee (2006), prima italiana alla Commissione Europea (1995) e in seguito ministro degli esteri nel Governo Letta.

Con la legge del 20 ottobre 1999 le donne possono servire nell'esercito. L'Italia era l'ultimo paese membro della NATO a non consentir loro entrare nelle forze armate.
Nel 2006, con la legge n.7, la mutilazione dei genitali femminili diventa reato, con pene che vanno dai 4 ai 12 anni.
La legge n.188 del 17 ottobre 2007, recante il titolo “Disposizioni in materia di modalità per la risoluzione del contratto di lavoro per dimissioni volontarie della lavoratrice, del lavoratore, nonché del prestatore d'opera e della prestatrice d'opera” mette fuori legge le cosiddette "dimissioni in bianco". Legge abrogata dal Dl.112 del 25 giugno 2008, e dalla legge n.133/2008.
Nel 2008 Emma Marcegaglia diventa la prima presidente di Confindustria e Susanna Camusso, il 3 novembre 2010, diventa la prima segretaria generale della Confederazione Generale del Lavoro.
Nel 2009 viene approvata una legge che tutela le vittime di "stalking" da parte degli uomini e, con la legge 119 del 14 agosto 2013, l'Italia si è dotata di una legge specifica sul femminicidio.

Il 12 luglio 2011, con la legge numero 120, si impone alle società quotate una percentuale minima del genere meno rappresentato nei consigli di amministrazione e nei collegi sindacali, alcuni esponenti politici hanno comunque criticato questa legge, in quanto, secondo loro, le donne devono essere comunque meritevoli, non per la scena. Vengono quindi istituite le quote rosa.

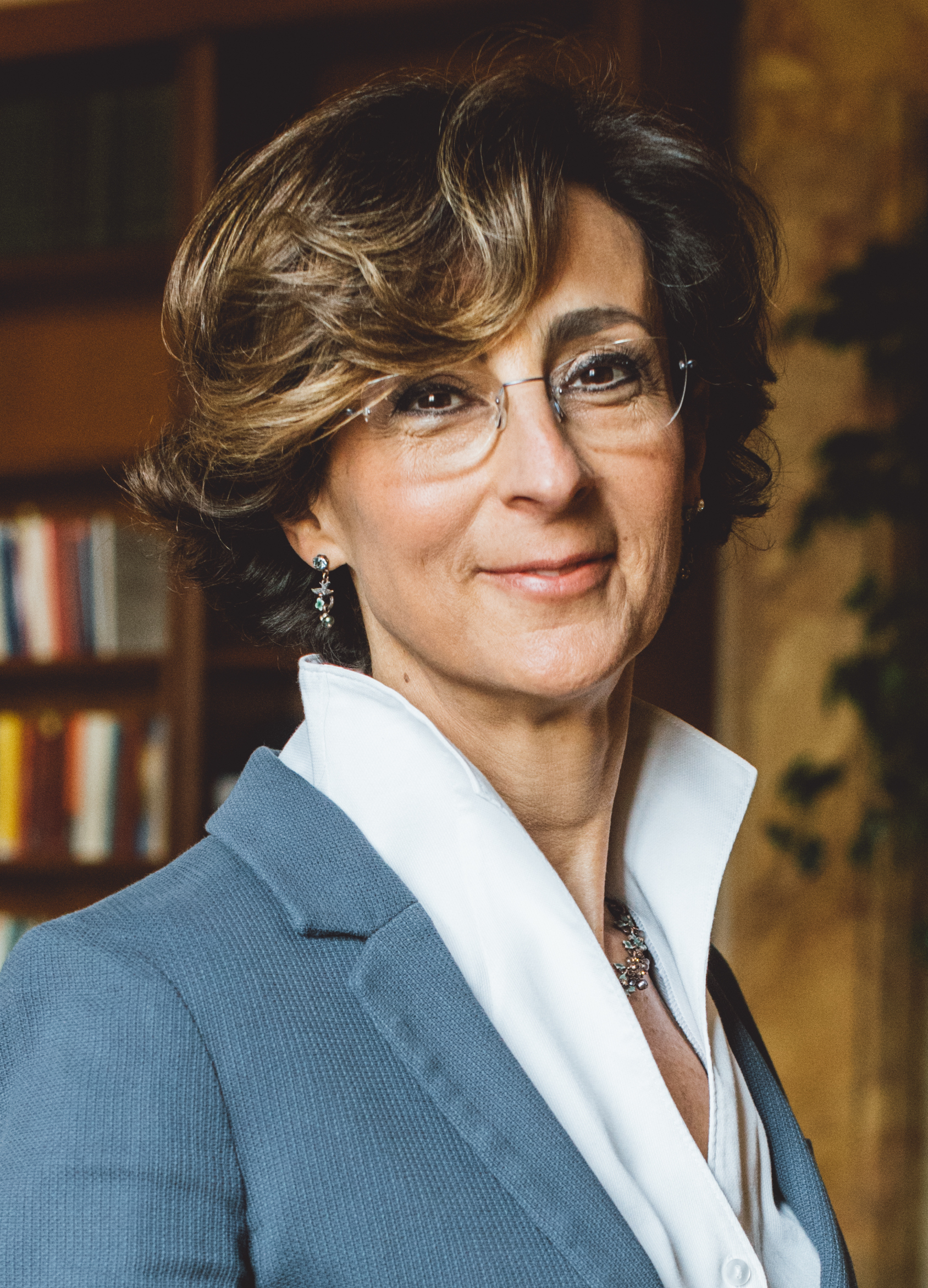
Marta Cartabia (1963) Presidente della Corte costituzionale (2019-2020) e ministro della gIustizia (2021-2022). Con la sua nomina, nel 2019, per la prima volta nella storia, due donne occupano contemporaneamente due alte cariche dello Stato.

Dal 5 giugno 2016, con l'approvazione della legge sulle Unioni Civili, di cui è relatrice la senatrice Monica Cirinnà, non vi sono solo un aumento dei diritti delle donne conviventi al fuori dell'istituto matrimoniale, ma anche una regolamentazione dei rapporti di convivenza tra due donne.
Il decreto del Ministro dell'Interno e della Giustizia del 31 agosto 2017, dopo 13 anni di richieste dall'Europa, ha istituito un fondo per le vittime di reati violenti quando queste non possano ottenere alcun indennizzo da parte del colpevole, in caso di nullatenenza, in esecuzione alla legge n.122 del 7 luglio 2016. Viene stabilito che "nel caso di omicidio l'indennizzo è di euro 7200, per una vittima di violenza sessuale euro 4800, mentre per gli altri reati euro 3000". Ciò ha scatenato le più svariate proteste per quanto riguarda la quota ridicola degli indennizzi e per il fatto che vengano "concessi solamente a coloro che abbiano un reddito annuo inferiore agli 11528,41 euro"; da più parti il provvedimento è stato ritenuto incostituzionale. Con la legge 168/2023, la legge 122 ha subito delle modifiche all'articolo 13.
Il mese di novembre 2020 ha visto diverse donne ottenere diversi incarichi importanti per la prima volta: Maria Luisa Pellizzari diventa vicecapo vicario della Polizia di Stato, Antonella Polimeni diventa rettrice della Sapienza di Roma, e Rita Mastrullo diventa prorettore dell'Università Federico II di Napoli; mentre Laura Lega diventa Capo del Dipartimento del Corpo Nazionale dei Vigili del Fuoco.
Il 27 aprile 2022 la Corte costituzionale ha ritenuto illegittime le norme che impediscono alla madre di dare il cognome al proprio figlio.

## Donne in politica
Il 25 aprile 1945 segna la fine della seconda guerra mondiale in Italia e, in contemporanea, un momento di svolta nella condizione femminile in Italia.

Subito dopo la liberazione, Elena Fischli Dreher (1913-2005) partigiana insieme a Giustizia e Liberta, è stata la prima donna in Italia a ricoprire un incarico pubblico, come assessore all'Assistenza e Beneficenza nel comune di Milano.

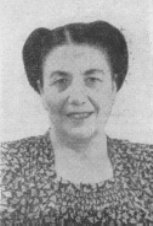
Angela Maria Guidi Cingolani (1896-1991), Sottosegretario al Ministero dell'industria e del commercio in Italia (1951-1953) e prima donna ad aver mai fatto una discussione da parlamentare (1945)

L’esordio delle italiane in politica si ebbe con la Consulta Nazionale (1945-1946) che, convocata dal governo di Ferruccio Parri, si riunì in pima sessione il 25 settembre 1945 e fece le veci del Parlamento fino alle elezioni nazionali del 2 giugno 1946, quando vennero eletti i membri dell'Assemblea Costituente.

Le 13 consultrici si erano distinte per l’impegno antifascista e la partecipazione alla Resistenza: quasi tutte avevano vissuto la clandestinità, il carcere, l’esilio, le persecuzioni e nel dopoguerra ricoprivano incarichi dirigenziali nei partiti, nei sindacati, nelle associazioni, nei movimenti.

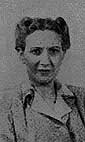
Ottavia Penna Buscemi (1907-1986) prima donna ad essere proposta Presidente della Repubblica (1946)

La prima oratrice a prendere la parola è Angela Maria Guidi Cingolani il 1º ottobre 1945: "Colleghi consultori, nel vostro applauso ravviso un saluto per la donna che per la prima volta parla in quest'aula. Non un applauso dunque per la mia persona, ma per me quale rappresentante delle donne italiane che ora, per la prima volta, partecipano alla vita politica del Paese. (.) Parole gentili, molte ne abbiamo intese nei nostri riguardi, ma le prove concrete di fiducia in pubblici uffici non sono molte in verità. Qualche assessore (.) una vice sindaco come la nostra di Alessandria e qualche altro incarico assai, assai sporadico: eppure nel campo del lavoro, della previdenza, della maternità e infanzia, della assistenza in genere e in quella post-bellica in specie, ci sarebbe stato modo di provare la nostra maturità e capacità di realizzatrici".
Dieci di loro militavano nell’UDI, ma erano stati i rispettivi partiti a designarle: Virginia Quarello Minoletti (liberale), Laura Bianchini e Angela Maria Guidi Cingolani (democristiane), Clementina Caligaris Velletri, Jole Tagliacozzo Lombardi e Claudia Maffioli (socialiste), Gisella Floreanini della Porta, Ofelia Garoia Antonelli, Teresa Noce Longo, Rina Picolato, Elettra Pollastrini (comuniste) e Adele Bei Ciufoli (comunista scelta dalla Cgil), Bastianina Musu (partito sardo d’azione) che morì tuttavia il 21 ottobre 1945, prima del suo insediamento, che venne quindi sostituita da Ada Prospero Marchesini, moglie di Piero Gobetti.
L'8 marzo 1946, alla vigilia delle elezioni amministrative, le prime alle quali le donne erano chiamate a votare, la festa della donna fu celebrata in tutta l'Italia e vide la prima comparsa del suo simbolo, la mimosa, che fiorisce proprio nei primi giorni di marzo, secondo un'idea di Teresa Noce, di Rita Montagnana e di Teresa Mattei.
Le elezioni amministrative, che si svolsero in 5722 comuni a partire dal 10 marzo 1946 in 5 turni (10, 17, 24, 31 marzo, 7 aprile 1946), videro una grande partecipazione di elettori ed elettrici. Per la prima volta vi furono donne elette nelle amministrazioni locali, oltre 2000 nei consigli e 11 sindache: Ninetta Bartoli (Borutta, Sardegna); Elsa Damiani (Spello, Umbria); Margherita Sanna (Orune, Sardegna); Ottavia Fontana (Veronella, Veneto); Elena Tosetti (Fanano, Emilia-Romagna); Ada Natali (Massa Fermana, Marche); Caterina Tufarelli Palumbo (San Sosti, Calabria); Anna Montiroli (Roccantica, Lazio); Alda Arisi (Borgosatollo, Lombardia); Ines Nervi (San Pietro in Amantea, Calabria); e Lydia Toraldo Serra (Tropea, Calabria).

La partecipazione delle donne al voto si ripete il 2 giugno 1946 per le prime elezioni generali. Vennero consegnate contestualmente agli elettori la scheda per la scelta fra Monarchia e Repubblica, il cosiddetto Referendum istituzionale, e quella per l'elezione dei deputati dell'Assemblea Costituente.

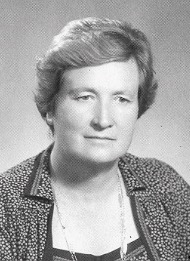
Tina Anselmi (1927-2016) prima donna ministro (1976-1978) e ministro della salute (1978-1979)

Per la prima volta nella storia del Paese, ben ventuno donne risulteranno elette all'Assemblea Costituente; cinque di esse (Maria Federici, Angela Gotelli, Nilde Iotti, Teresa Noce, Lina Merlin), faranno parte della Commissione per la Costituzione incaricata di elaborare e proporre il progetto di Costituzione repubblicana.
Le 21 donne su 556 deputati nell'Assemblea Costituente in totale furono: Adele Bei, Bianca Bianchi, Laura Bianchini, Filomena Delli Castelli, Elisabetta Conci, Maria Federici, Nadia Gallico Spano, Angela Gotelli, Angela Maria Guidi Cingolani, Nilde Iotti, Maria Maddalena Rossi, Teresa Mattei, Lina Merlin, Angiola Minella, Rita Montagnana, Maria Nicotra, Teresa Noce, Ottavia Penna Buscemi, Elettra Pollastrini, Vittoria Titomanlio, Maria De Unterrichter Jervolino.
Il 22 dicembre 1947 la Costituzione Italiana venne approvata, il 27 dicembre venne promulgata dal Capo provvisorio dello Stato Enrico De Nicola e pubblicata nella Gazzetta Ufficiale, entrando in vigore il 1º gennaio 1948.
Dopo un lavoro di oltre un secolo, infine, il diritto alla parità e pari dignità sociale tra uomo e donna viene sancito negli articoli 3, 37 e 51.
La spinta per l'emancipazione femminile si attenua con il raggiungimento del diritto al voto, e prosegue ora a piccoli passi.
L'8 maggio 1948, dopo le Elezioni politiche in Italia per la I Legislatura, la 60enne Lina Merlin diviene una tra le prime ad entrare nel Senato in tutta la storia d'Italia. Vennero elette 45 donne alla Camera (7,1%) e 4 in Senato (1,2%).

### Prima Repubblica (1948-1994)
Il 27 luglio 1951 il presidente del Consiglio Alcide De Gasperi nomina per la prima volta una donna nel suo governo, la democristiana Angela Maria Guidi Cingolani, decidendo di affidarle la carica di sottosegretario per l'artigianato al Ministero dell'Industria e del commercio.
Il 29 luglio 1976 il primo ministro Giulio Andreotti nomina la democristiana Tina Anselmi come prima donna ministro nella storia d'Italia.
Nel 1982 il premier Fanfani, nel suo quinto Governo, nomina Franca Falcucci come ministro dell'Istruzione.

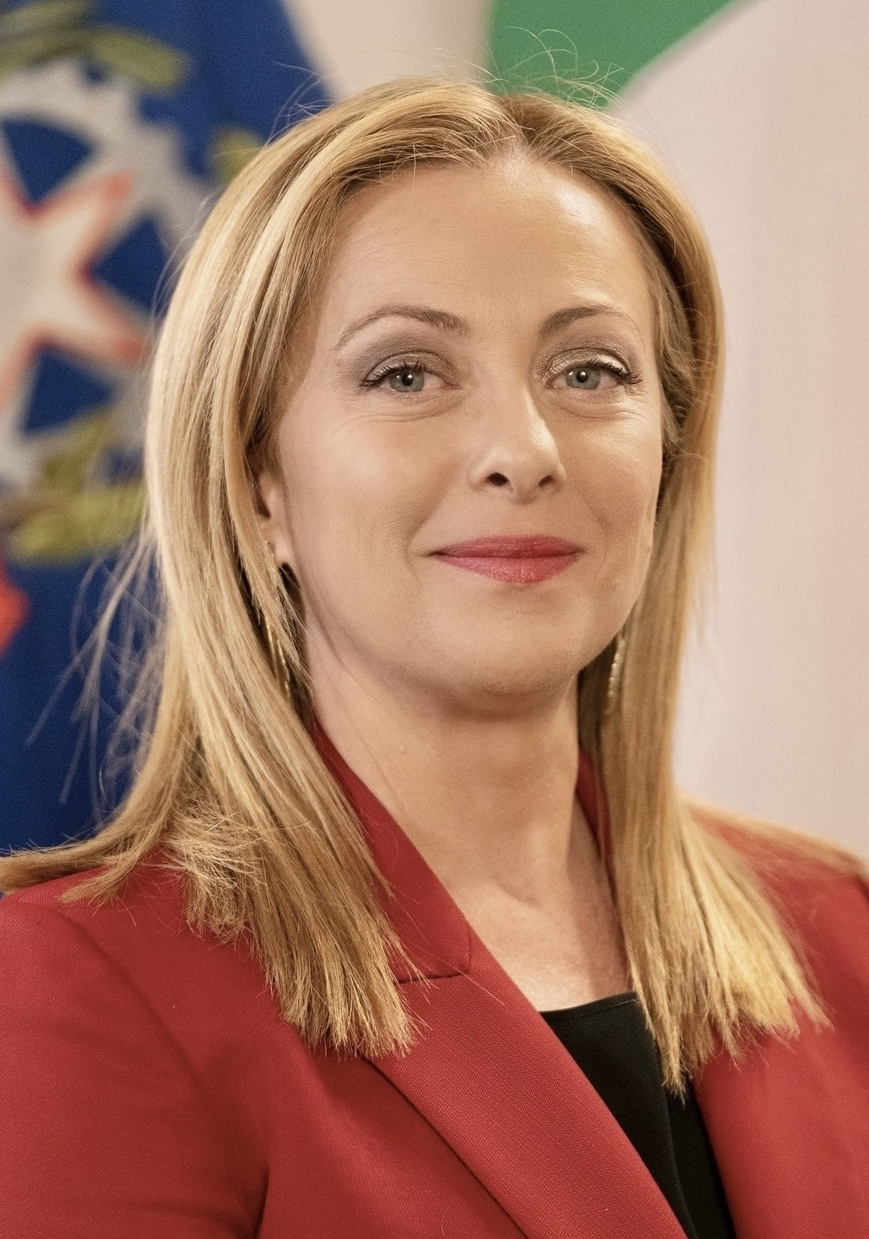
Giorgia Meloni (1977), prima donna Presidente del Consiglio dei Ministri (2022-in carica), prima donna leader di un partito popolare in Italia (2014), vicepresidente della Camera dei deputati (2006-2008) e ministro della Gioventù (2008-2011).

Nel 1988, con la nascita di un esecutivo a capo Ciriaco De Mita, Vincenza Bono diventa ministro per i beni e le attività culturali (sarà il primo governo con due donne ministro).
Con l'ultimo Governo Andreotti, Margherita Boniver diventa ministro per gli italiani nel mondo (in seguito ministro del turismo e dello spettacolo durante il Governo Amato I).

### Seconda Repubblica (1994-oggi)
Nel 1994 il premier Silvio Berlusconi nomina Adriana Poli Bortone come ministro per le risorse agricole, alimentari, e forestali; mentre il suo successore Lamberto Dini nominerà Susanna Agnelli come ministro degli esteri in Italia. 

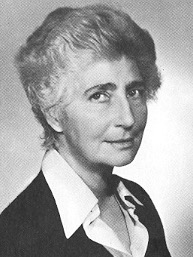
Susanna Agnelli (1922-2009), ministro degli affari esteri e ministro tra i dicasteri "istituzionali". Inoltre è stata la donna ministro più anziana.

Dopo le elezioni del 1996, il premier Romano Prodi nel suo primo esecutivo nomina Anna Finocchiaro come Ministro per le pari opportunità.
Dopo le sue dimissioni nel 1998, con la nascita del Governo D'Alema I, Rosa Russo Iervolino diventa la prima donna ministro dell'Interno.
Nel 2000, con la nascita di un secondo governo con a capo Giuliano Amato, Patrizia Toia (già Ministro per gli affari europei) ricopre la carica di ministro per i rapporti con il Parlamento.
Nel 2001 Silvio Berlusconi, dopo aver ricevuto il suo secondo incarico da premier, nomina Letizia Moratti ministro dell'istruzione, dell'università e della ricerca.
Nel 2006 il premier Prodi nomina Emma Bonino come prima ministro del commercio internazionale e delle politiche europee. Nominerà anche Giovanna Melandri come ministro dello sport e per la Gioventù, mentre Rosy Bindi sarà ministro per le politiche per la famiglia della Repubblica Italiana.
Nel 2008 Stefania Prestigiacomo, durante il Governo Berlusconi IV, diventa la prima Ministro dell'ambiente e della tutela del territorio e del mare.
Dopo la caduta del Governo nel 2011, il premier Mario Monti nomina Paola Severino come prima donna ministro della Giustizia.
Nel 2013, con Enrico Letta, Cécile Kyenge diventa il primo (e finora unico) ministro di colore nella storia della Repubblica.

Nel 2014 Matteo Renzi nomina Roberta Pinotti come prima ministro della difesa e Federica Guidi come ministro per lo sviluppo economico.

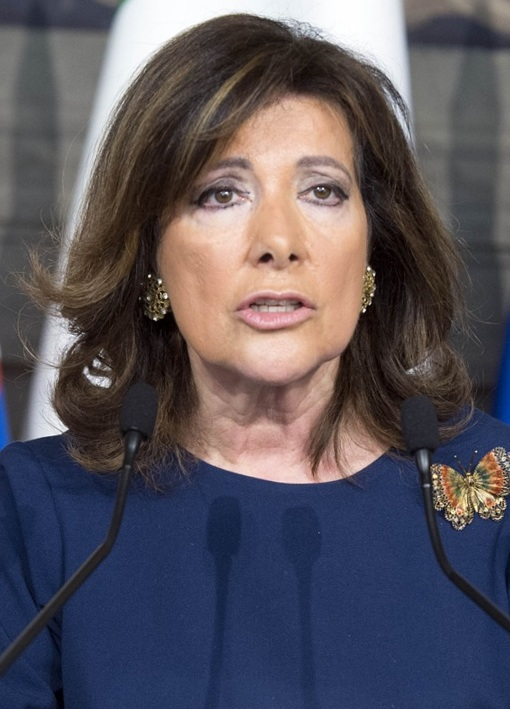
Maria Elisabetta Alberti Casellati (1946) senatrice ed ex Sottosegretario di Stato al Ministero della giustizia, prima donna a ricoprire la carica di Presidente del Senato (2018-2022), e ministro per le riforme istituzionali (2022-in carica).

Dopo 88 giorni le elezioni politiche del 4 marzo 2018, il Presidente della Repubblica Sergio Mattarella incarica Giuseppe Conte di formare un nuovo Governo, il quale nomina Barbara Lezzi Ministro per il Sud e della coesione territoriale.
Nel suo secondo mandato, affidatogli l'anno successivo, Paola De Micheli diventa Ministro delle Infrastrutture e dei trasporti e Paola Pisano Ministro per l'innovazione tecnologica e la digitalizzazione della Repubblica Italiana.
Nel 2021, con la nascita del Governo Draghi, Maria Cristina Messa diventa la prima donna ministro dell'università e della ricerca.
Il 22 ottobre 2022, dopo la sua vittoria durante le elezioni politiche del 25 settembre e dell'incarico affidatole dal Presidente della Repubblica Sergio Mattarella il giorno prima, Giorgia Meloni diventa la prima donna Presidente del Consiglio dei ministri nella storia della Repubblica Italiana, la quale nomina, nel suo esecutivo, 6 donne ministro.
Il 25 ottobre, durante il suo primo discorso, in occasione della fiducia alla Camera, ha affermato: "Tra i tanti pesi che oggi sento gravare sulle mie spalle, c’è anche quello di essere la prima donna capo del governo di questa nazione. Quando mi soffermo sulla portata di questo fatto, sento la responsabilità che ho nei confronti di tutte quelle donne che attraversano difficoltà per affrontare il loro talento e tutte quelle donne che hanno costruito quella scala che oggi permette a me di rompere il tetto di cristallo".
Ha inoltre ringraziato diverse tra le numerosissime donne che hanno fatto la storia del Paese, tra cui Tina Anselmi, Samantha Cristoforetti, Grazia Deledda, Oriana Fallaci, Nilde Iotti, Marta Cartabia, Maria Elisabetta Alberti Casellati, Alfonsina Strada, Rita Levi-Montalcini e Maria Montessori.
Nel giugno 2024, con le elezioni amministrative, 6 donne vengono elette sindaco per la prima volta di 6 grandi città: ovvero Sara Funaro come sindaco di Firenze, Vittoria Fernandi come sindaco di Perugia, Maria Luisa Forte come sindaco di Campobasso, Valeria Cittadin come sindaco di Rovigo, Elena Carnevali come sindaco di Bergamo e Ilaria Bugetti come sindaco di Prato. 

### Donne presidenti regionali (per la prima volta)
1. Anna Nenna D'Antonio Presidente dell'Abruzzo (1981-1983)
2. Fiorella Ghilardotti Presidente della Lombardia (1992-1994)
3. Alessandra Guerra Presidente del Friuli-Venezia-Giulia (1994-1995)
4. Margherita Cogo Presidente del Trentino-Alto Adige (1999-2002)
5. Maria Rita Lorenzetti Presidente dell'Umbria (2000-2010)
6. Mercedes Bresso Presidente del Piemonte (2005-2010)
7. Renata Polverini Presidente della regione Lazio (2010-2013)
8. Nicoletta Spelgatti Presidente della Valle d'Aosta (2018)
9. Jole Santelli Presidente della regione Calabria (2020)†
10. Alessandra Todde Presidente della regione Sardegna (2024)

### Donne sindaco di Capoluogo di Regione (per la prima volta)
1. Elda Pucci Sindaco di Palermo (1983-1984)
2. Maria Magnani Noya Sindaco di Torino (1987-1990)
3. Maria Luisa Baldoni Sindaco dell'Aquila (1992-1993)
4. Daniela Mazzucca Sindaco di Bari (1992)
5. Rosa Russo Jervolino Sindaco di Napoli (2001-2011)
6. Letizia Moratti Sindaco di Milano (2006-2011)
7. Marta Vincenzi Sindaco di Genova (2007-2012)
8. Valeria Mancinelli Sindaco di Ancona (2013-2023)
9. Virginia Raggi Sindaco di Roma (2016-2021)
10. Sara Funaro Sindaco di Firenze (2024)
11. Vittoria Ferdinandi Sindaco di Perugia (2024)
12. Marialuisa Forte Sindaco di Campobasso (2024)

### Cariche politiche non ancora ricoperte dalle donne in Italia
Al 2024, l'unica alta carica dello Stato a non essere mai stata ricoperta da una donna è la prima, quella di Presidente della Repubblica, mentre l'unico incarico ministeriale non ancora ricoperto da una donna è quello di ministro dell'economia e delle finanze.

Fernanda Contri (1935), ministro per gli affari sociali (1993-94) giudice della Corte costituzionale (1996-2005) e vicepresidente della Corte costituzionale (2005)

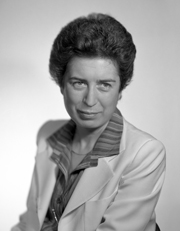
Rosa Russo Jervolino (1936) ministro dell'Interno (1998-1999) e sindaco di Napoli (2001-2011)

Inoltre, al momento, nessuna donna ha ancora ricoperto il ruolo di presidente di 10 regioni: Liguria, Veneto, Emilia-Romagna, Toscana, Marche, Molise, Campania, Puglia, Basilicata e Sicilia; di sindaco di 8 capoluoghi di regione: Aosta, Bologna, Catanzaro, Cagliari, Potenza, Trento, Trieste e Venezia; e di ben 42 capoluoghi di province: Agrigento, Arezzo, Ascoli Piceno, Asti, Belluno, Benevento, Biella, Caltanissetta, Catania, Chieti, Como, Cremona, Crotone, Enna, Cesena, Gorizia, Grosseto, Imperia, Livorno, Lucca, Massa, Matera, Messina, Novara, Pesaro-Urbino, Pescara, Pisa, Pistoia, Pordenone, Ragusa, Ravenna, Rieti, Rimini, Salerno, Siracusa, Teramo, Terni, Trapani, Treviso, Udine, Varese e Vicenza.

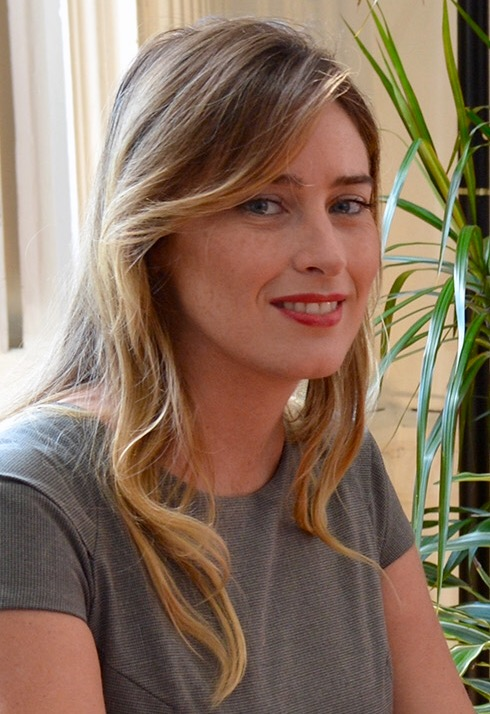
Maria Elena Boschi (1981), Ministro per le riforme costituzionali (2014-2016) e prima Sottosegretario di Stato alla Presidenza del Consiglio dei ministri (2016-2018).

## Violenza contro le donne in Italia

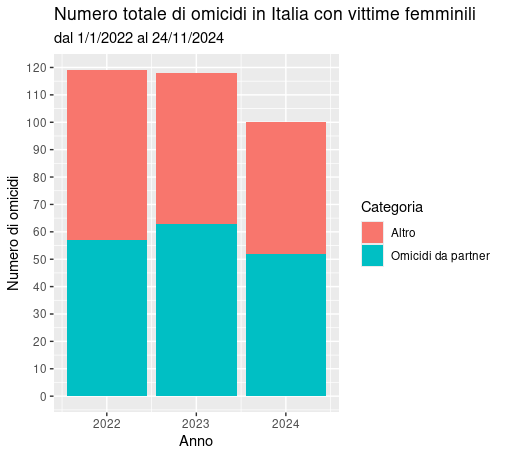
Fonte:[https://datibenecomune.substack.com/p/liberiamoli-tutti-numero-10 DatiBeneComune

In Italia si verificano episodi di violenza contro le donne, pur essendo state emanate, dal 1996, numerose leggi a contrasto del fenomeno.

Il 1º febbraio 1988 venne fondata l'associazione di volontariato Telefono Rosa, con lo scopo di aiutare le donne vittime di violenza e di maltrattamenti.

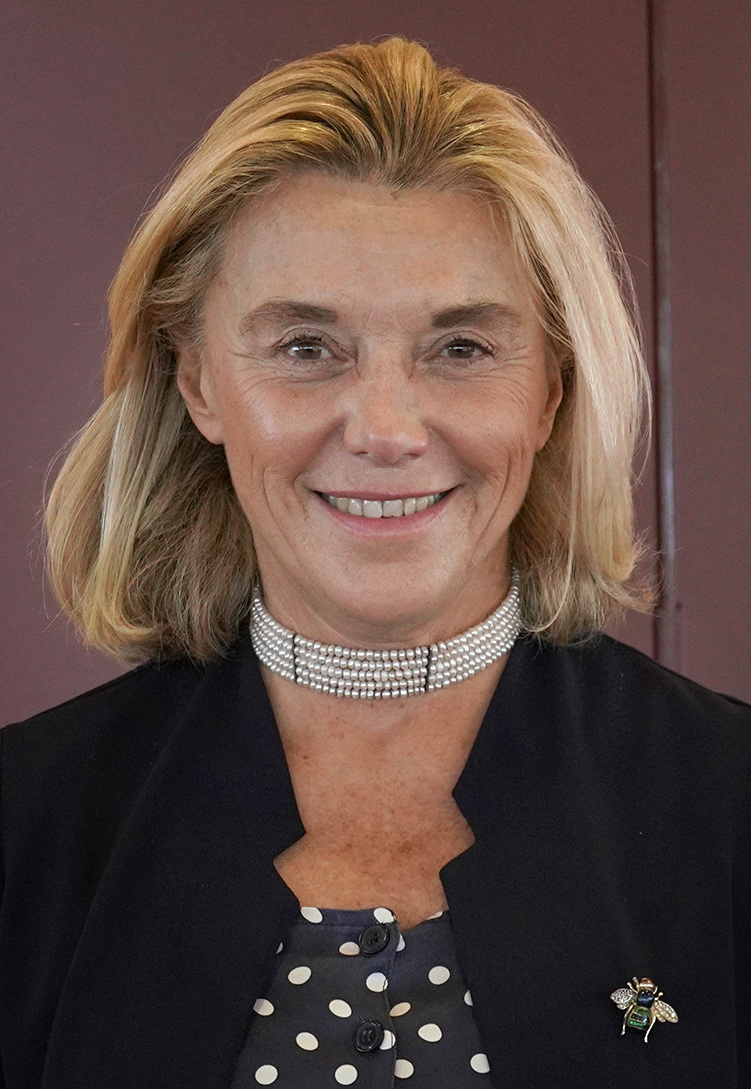
Elisabetta Belloni (1958), prima direttrice generale del Dipartimento delle informazioni per la sicurezza, in sostituzione del generale di divisione Gennaro Vecchione, dal 12 maggio 2021 su nomina del premier Mario Draghi.

Nel 1990, a Bologna, dopo due stupri avvenuti nel 1985, viene fondato il primo centro antiviolenza, dal Gruppo di lavoro e ricerca sulla violenza alle donne. Nello stesso anno, a Milano, Modena, Merano e a Roma ne nascono di simili.
Dall'8 marzo 2006 è attivo, grazie al Dipartimento per le Pari Opportunità, un numero per le donne vittime di violenza domestica, il 1522.
Attivo 24 ore su 24 per tutti i giorni dell’anno, è accessibile nell'intero territorio nazionale gratuitamente, sia da rete fissa che mobile, con un’accoglienza disponibile in italiano, inglese, francese, spagnolo e arabo. La sua App, disponibile su IOS e Android, consente alle donne di chattare con le operatrici, ma è possibile anche attraverso il sito ufficiale del numero anti violenza e anti stalking.
Da marzo 2020 l'app YouPol della Polizia di Stato è stata estesa anche ai reati di violenza domestica. È possibile denunciare episodi di violenza anche nelle farmacie e nei pronto soccorso. Inoltre, dall'8 marzo 2021, è attivo il Servizio Salute e Tutela della Donna, dedicato alla presa in carico delle donne più fragili o comunque bisognose di assistenza sanitaria e psicologica.

Nel 2021, dal 1º gennaio al 21 novembre, sono state uccise 109 donne, di cui 93 in ambito familiare/affettivo; di queste, 63 hanno trovato la morte per mano del partner o dell'ex partner. Nel 2020 erano invece 91.

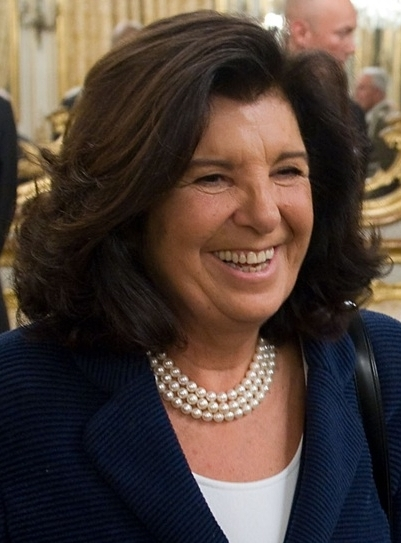
Paola Severino (1948) prima donna ministro della Giustizia (2011-2013). La sua legge, in vigore dal 6 novembre 2012, si occupa della prevenzione e repressione della corruzione.

Secondo il report del Viminale vi è una crescita del 7% dei delitti commessi per mano di un familiare e oltre un aumento del 10% di violazioni dei divieti della cosiddetta legge sul Codice Rosso.
In forte crescita i reati di deformazione dell'aspetto della persona con lesioni permanenti al viso (+35%, da 46 a 62). Noto il caso della deputata di Italia Viva Lucia Annibali e della modella Jessica Notaro.
Dal 1º gennaio al 28 dicembre 2022 sono state uccise invece 122 donne. Gli omicidi sono stati perpetrati da familiari in 100 casi, in 59 di questi dai partner. In aumento del 15,7% anche le violenze sessuali.

### La legge "Codice Rosso" (2019)
Proposta dall'allora ministro della giustizia Alfonso Bonafede e da Giulia Bongiorno durante il Governo Conte I, tale legge venne approvata dal Senato italiano il 17 luglio 2019, dopo 3 anni di discussione, con 197 favorevoli e 47 astenuti.
Tale legge è volta a difendere ancora di più le vittime di violenza domestica e di genere, e, per la prima volta, specificatamente contro il fenomeno del cosiddetto "revenge porn".

#### Iter Legislativo
La prima volta che venne presentato un disegno di legge volto a introdurre il reato di revenge porn risale a tre anni prima, il 27 settembre 2016, a opera della deputata forzista Sandra Savino, dopo il suicidio di una giovane donna di nome Tiziana Cantone (1985-2016); suicidio causato a seguito della pubblicazione di alcuni suoi video intimi da parte del fidanzato. Testo che tuttavia non venne approvato.
Due anni dopo, il 28 novembre 2018, venne lanciata una petizione su Change.org dove vennero presto raccolte un totale di 125.942 firme.
Il 2 aprile 2019, con 461 favorevoli e 0 contrari, la Camera ha approvato il progetto di legge, mentre venne definitvamente licenziato dal Senato il 17 luglio.
La legge è entrata in vigore il 9 agosto successivo, mettendo in luce l'evidente problema delle minacce online, con un picco di circa 40 denunce giornaliere a Milano e 20 a Roma a soli 21 giorni dall'entrata in vigore della legge.
Con questa nuova legge vi è un'ulteriore tutela della donna, questa volta anche in ambito informatico. Inoltre sono state aumentate le pene per violenza sessuale, tolti gli sconti di pena per i femminicidi, introdotto il reato di revenge porn, aumentata la pena per stalking e per violenza domestica; viene reso obbligatorio l'ascolto delle vittime entro 3 giorni dalla denuncia e viene dato a coloro che hanno ricevuto una violenza 12 mesi di tempo per denunciare.

Il matrimonio forzato diviene penalmente perseguibile, punito con la reclusione da 1 a 5 anni chiunque obblighi un'altra persona a contrarre matrimonio o unione civile mediante qualsiasi tipo di minacce e/o violenze, anche se il fatto avviene fuori dal territorio italiano nei confronti di un italiano o di un cittadino non italiano residente in Italia da parte di un italiano o di un cittadino non italiano residente in Italia.  

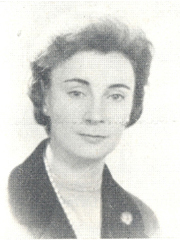
Tullia Romagnoli Carettoni (1918-2015)

Sono previste aggravanti nel caso la vittima sia minore di anni diciotto e/o minore di anni quattordici, in particolare in quest'ultimo caso dove la pena prevista è da due a sette anni.
È stata comunque stralciata la legge sulla cosiddetta "castrazione chimica" per stupratori e pedofili.
L'Italia è così diventata uno dei pochi paesi al mondo a prevedere una legge contro il revenge porn (assieme ad Australia, Canada, Filippine, Giappone, Germania, Israele, Malta, Regno Unito e alcuni stati degli USA).
Tuttavia la legge è stata definita non ancora sufficiente per combattere la violenza sulle donne; Giorgia Meloni, come molte altre donne, ha ritenuto come le leggi di per sé non bastino e che serva innanzitutto un incremento dell'educazione civica.
Dall'entrata in vigore della legge al novembre 2021, sono stati segnalati 4.234 i casi in tutta Italia, in particolare Sicilia (585), Lazio (452), Lombardia (398), Piemonte (386) e Campania (340).
Il 22 novembre 2023 il Senato della Repubblica ha approvato all'unanimità definitivamente un disegno di legge che potenzia il Codice Rosso, dopo la sua approvazione alla Camera il 26 ottobre scorso (noto come ddl Roccella). La legge è entrata in vigore il 9 dicembre. 

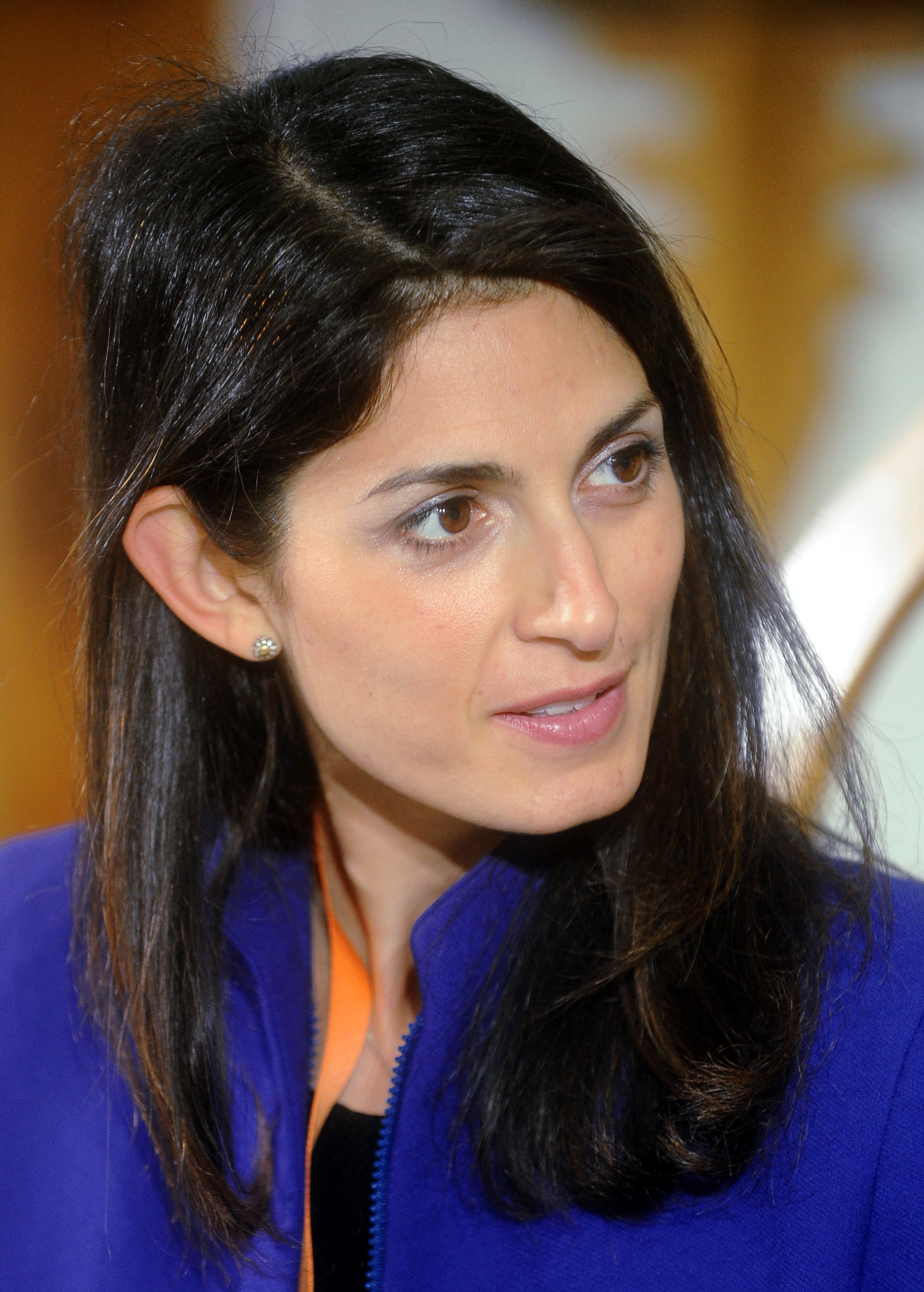
Virginia Raggi (1978) sindaco di Roma (2016-2021)

## La condizione femminile in Italia dagli anni duemila (sondaggi e statistiche)
La condizione femminile in Italia è radicalmente cambiata rispetto al passato, anche grazie ai progressi compiuti nella partecipazione delle donne alla vita politica, ma resta al di sotto dei Paesi più avanzati, quali la Svezia, la Finlandia, la Norvegia, la Spagna, la Germania, la Francia, l'Islanda, la Danimarca.
Lo svantaggio femminile nella scuola secondaria di secondo grado, che storicamente caratterizzava il sistema scolastico italiano, è stato colmato all'inizio degli anni ottanta.
Da quel momento in poi le ragazze hanno sorpassato i ragazzi sia per tasso di partecipazione (il 93 per cento, contro il 91,5 degli studenti maschi nell'a.s. 2010/2011), sia soprattutto per percentuale di conseguimento del diploma: tra i diciannovenni nell'a.s. 2009/2010 il 78,4 per cento delle ragazze ha conseguito il diploma contro il 69,5 per cento dei ragazzi.
Anche nel proseguimento degli studi universitari le donne ormai sorpassano gli uomini: nel 2004 su 100 laureati con il vecchio ordinamento 59 erano donne, mentre per i corsi triennali le donne rappresentavano quasi il 57%. Inoltre i voti finali sono mediamente più alti per le donne.
Attualmente le donne hanno maggiore accesso, e agevolazioni nel mondo del lavoro alla fine del percorso di studi (laurea).
Inoltre le giovani donne non sposate o non ancora tali raggiungono posizioni dirigenziali in percentuale pari ai colleghi uomini nelle medesime condizioni.
Dal punto di vista universitario e del mondo del lavoro le giovani italiane sono ormai più istruite degli uomini, almeno numericamente.
In realtà molte di loro, al momento dell'iscrizione all'università, provengono da istituti tecnici economici e licei, dove sono già numerose, e rispetto agli uomini tendono a essere in minoranza negli studi tecnologici e in parità o maggioranza negli altri.
Il tasso di disoccupazione femminile in Italia è più elevato (circa 4% Istat, 2005) di quello maschile. Il tasso di occupazione femminile è nettamente inferiore a quello maschile, risultando occupate nel 2010 solo circa 46 donne su 100, contro una percentuale del 67% degli uomini.

Nel Mezzogiorno le differenze sono più accentuate e l'occupazione delle donne arriva a appena a superare il 30%. Il tasso di inattività è, di contro, molto alto, arrivando a sfiorare la metà di tutta la popolazione femminile in età lavorativa.

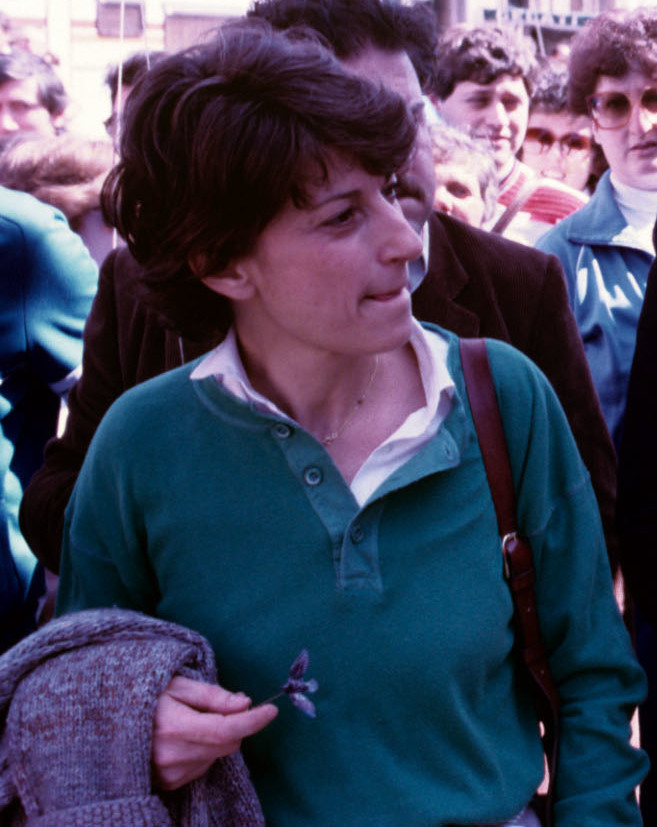
Maria Adelaide Aglietta (1940-2000) prima segretaria di un partito politico, il Partito Radicale (1976)

Tra le principali cause di questo fenomeno va citata l'indisponibilità per motivi familiari, motivazione che è quasi inesistente per la popolazione maschile.
Ad esempio il 15% delle donne dichiara di aver abbandonato il posto di lavoro a causa della nascita di un figlio.
Spesso si tratta di una scelta imposta, infatti in oltre la metà dei casi sono state licenziate o messe in condizione di lasciare il lavoro perché in gravidanza.
Tutta questa inattività non si traduce però in un maggiore tempo libero per le donne. Al contrario, il tempo delle donne italiane è impiegato nel sopportare in maniera preponderante i carichi di lavoro familiari, molto più che in tutto il resto d'Europa.
Gli uomini italiani risultano i meno attivi del continente nel lavoro familiare, dedicando a tali attività appena 1 h 35 min della propria
giornata.
Per lavoro familiare si intende sia le attività domestiche (cucinare, pulire la casa, fare il bucato etc.), sia le attività di cura dei bambini e degli adulti conviventi.
Si stima che il 76,2 per cento del lavoro familiare delle coppie sia ancora a carico delle donne.
Considerando i tempi di lavoro totale, cioè la somma del tempo dedicato al lavoro retribuito e di quello dedicato al lavoro familiare, le donne lavorano sempre più dei loro partner.
Una donna con una occupazione tra 25 e 44 anni senza figli lavora giornalmente 53 minuti in più del suo partner; se però ci sono i figli la differenza aumenta ad 1 h 02 min più del partner.
Persino le madri non occupate lavorano più dei loro partner (8 h 15 m contro 7 h 48 m). Una conseguenza di questa disparità è che le lavoratrici italiane dormono meno che in tutti gli altri paesi europei e hanno poco tempo da dedicare allo svago.
I dati dimostrano che le lavoratrici donne sembrano orientate a lavori meno usuranti e meno pericolosi rispetto agli uomini. Il tasso di mortalità sul lavoro è di circa 11 punti per milione; quello maschile si attesta a circa 86 unità per milione.
Inoltre le donne occupate che lavorano la sera sono il 16% contro il 25% dei loro colleghi uomini. Le donne occupare che lavorano la notte sono solo il 7% contro il 14% dei loro colleghi uomini.
Nella pubblica amministrazione italiana le lavoratrici donne sono poco più della metà del totale, grazie alla preponderanza femminile tra gli insegnanti soprattutto nella scuola di base. In tale settore si nota tuttavia una netta prevalenza maschile nelle qualifiche più elevate: ogni 100 dirigenti generali si contano solo 11 donne.
Le retribuzioni degli uomini in Italia sono superiori mediamente a quelle delle donne: nel 2004 ad esempio il monte salari maschile (reddito complessivamente percepito dagli uomini italiani) era superiore di circa il 7% rispetto a quello femminile, mentre nel 2010 questo divario è arrivato al 20%.
Questo si verifica perché l'occupazione femminile è concentrata su lavori a più bassa retribuzione e perché a parità di mansioni gli stipendi maschili sono, seppur leggermente (del 2%), superiori.
Le donne inoltre hanno minori possibilità di beneficiare delle voci salariali accessorie, quali gli incentivi o lo straordinario.
La speranza di vita alla nascita femminile è di 5,6 anni superiore a quella maschile. Le donne, inoltre, sono meno esposte ad omicidi ed aggressioni rispetto agli uomini: i decessi per tali ragioni ai danni di persone del genere femminile rappresentano circa un quarto del totale.
Sempre in materia di diritto di famiglia si registra che il 71% delle richieste di divorzio è presentata dal genere femminile. Inoltre, in caso di divorzio, l'assegnazione della casa dove la famiglia viveva (in assenza di figli ed indipendentemente della proprietà della stessa) è attribuita alle donne nel 57% dei casi e solo nel 21% ai loro ex-mariti.
Sul totale delle persone che hanno svolto attività gratuita per un partito politico nel corso del 2005, circa un quarto sono donne.
Nel 2006 l'Istat ha elaborato una ricerca specifica sulla partecipazione politica e l’astensionismo secondo un approccio di genere che vede le donne in Italia in una posizione marginale nelle sedi istituzionali in modo estremamente marcato, infatti nel confronto con i principali Paesi Europei si manifesta uno squilibrio di genere nella rappresentanza elettiva per cui l'Italia figura all'ultimo posto nella graduatoria.
A seguito delle nuove elezioni del Consiglio provinciale di Salerno nel dicembre 2021, la Cav. Michelina Manzillo (OMRI) ha denunciato una mancanza di parità di genere. Solo 2 consigliere su un totale di 16 sono donne.
Manzillo denuncia che “Questi dati sono lo specchio di una proporzione sbilanciata anche a livello nazionale, dove solo un terzo dei membri del Parlamento sono donne.”.

## Statistiche recenti
Il World Economic Forum con l'indagine Global Gender Gap Index ha documentato che nel 2015, su 145 Paesi, l'Italia si trovava al 41º posto per uguaglianza di genere.. Nel 2017 è scesa all'82º posto, mentre recupera 12 posizioni nel 2018.
Nel dicembre 2019 secondo il Global Gender Gap Report la sua posizione è al numero 76 su 153 paesi, con un punto di 0,707 su 1, a causa di alcune disuguaglianze in ambito politico. La posizione è comunque migliorata rispetto al 2006, quando il punteggio era dello 0,646 su 1.
La partecipazione economica femminile si piazza però 87ª nel 2006 con un punteggio di 0,527 su 1 a 0,595 su 1 nel 2019. Il 55,7% delle donne in Italia partecipa alla forza lavorativa nel Paese. Il 27% dei manager e magistrati e ufficiali sono donne.
Il tasso di alfabetizzazione delle donne in Italia è del 99% (99,4% gli uomini). Il 95,4% di loro ha completato gli studi primari (il 95,9% gli uomini), il 95,3% delle donne ha completato gli studi secondari (il 94,1% gli uomini), il 71,5% delle donne ha conseguito una laurea.
La speranza di vita sana per le donne è di 74,3 anni. Il 35,3% dei componenti del Parlamento nell'attuale legislatura sono donne, mentre il 27,8% dei ministri sono donne, l'11,94% delle donne sono disoccupate.
L'età media per mettere al mondo il primo figlio per le donne è di 31,3 anni e una donna in Italia in media ha 1,33 figli nel corso della sua vita. In Italia ogni 100.000 nati vivi la mortalità materna è nella media europea con nove casi.
Grazie ad una nuova legge elettorale che impone almeno un 40% di candidature femminili, nelle elezioni politiche del 2018 la quota delle elette è la più alta di sempre, raggiungendo quasi il 35% nei due rami del Parlamento.
Nel mese di dicembre 2020, a causa della pandemia di Corona virus, il 99% dei posti di lavoro perduti erano occupati da donne, contro l'1% dei posti di lavoro occupati da uomini.
Il Global Gender Gap Report 2021 posiziona l'Italia 63ª su 156 paesi esaminati per quanto riguarda la condizione femminile, con un punteggio di 0,721 su 1,000. Stessa posizione nel 2022. Nel 2023 l'Italia si posiziona al 79º posto con un punteggio di 0,705 su 1,000, perdendo così 16 posizioni.

## Personalità artistiche rilevanti italiane
Nel campo della cultura, delle arti e delle scienze, tra le donne italiane più famose del secondo dopoguerra ci sono le attrici: Anna Magnani (Premio Oscar 1956), Sophia Loren (Premio Oscar 1962 e 1991) e Gina Lollobrigida; il soprano Renata Tebaldi; la ballerina Carla Fracci; la costumista Milena Canonero (vincitrice di 4 Premi Oscar); le scrittrici Natalia Ginzburg, Elsa Morante, Alda Merini e Oriana Fallaci; l'architetto Gae Aulenti; l'astrofisica Margherita Hack; l'astronauta Samantha Cristoforetti, prima donna italiana nello spazio, nel 2014; e le scienziate Rita Levi-Montalcini (premio Nobel per la Medicina nel 1986 e senatrice a vita dal 2001, e rinunciataria alla carica di presidente provvisorio del Senato nel 2008), Elena Cattaneo (senatrice a vita dal 2013) e Fabiola Gianotti (dal 2016 direttrice generale del CERN).
Liliana Segre è stata nominata senatrice a vita dal Presidente della Repubblica Sergio Mattarella il 19 gennaio 2018 «per avere illustrato la Patria con altissimi meriti nel campo sociale»; la donna ha rifiutato la proposta di candidarsi come Presidente della Repubblica nel 2022 per ragioni di ordine anagrafico e di competenza specifica.
Lo sport è un altro campo in cui le donne italiane acquisiscono una presenza e un ruolo sociale sempre più rilevanti. Se le medaglie olimpiche di Giuliana Minuzzo (prima donna italiana a vincere una medaglia olimpica invernale, nel 1952), Irene Camber, Novella Calligaris, Sara Simeoni e Gabriella Dorio hanno ancora i caratteri dell'eccezionalità, a partire dagli anni novanta lo sport femminile è una realtà complessa e articolata, capace di esprimere campionesse come Paola Fraschini, Manuela Di Centa, Josefa Idem, Deborah Compagnoni, Valentina Vezzali, Alessandra Sensini, Carolina Kostner, Federica Pellegrini e Tania Cagnotto.
Le atlete italiane si distinguono a livello internazionale anche negli sport di squadra, in particolare nella scherma, nel tennis, nella pallavolo e nella pallanuoto.

## Donne ministro, parlamentari e Presidenti per Governo e Legislatura nella Storia d'Italia
Dal 1946 a oggi, 10 governi della Repubblica (dal secondo al sesto e ottavo Governo De Gasperi, Pella, Fanfani I, Andreotti II e Rumor IV) sono stati monogenere.
Dal 1976 al 2022, 62 donne hanno ricoperto la carica di ministro, mentre dal 1951 al 2022 sono più di 110 quelle che hanno ricoperto la carica di sottosegretario.
La donna, al momento, con più incarichi pubblici è stata Franca Falcucci (1926-2014).
Durante la Prima Repubblica vi sono state solo 29 donne nei governi che si susseguirono, tra cui 7 ministre e 24 sottosegretarie. In nessun esecutivo, a eccezione del governo Ciampi, vi furono più di sei donne. Fu inoltre il primo Governo con tre donne ministro.
Tra i gruppi politici della seconda Repubblica, il Movimento 5 Stelle è quello che ha garantito più incarichi alle donne.
La quota di ministri donne scende drasticamente nell’area del centrosinistra (Pd, l’Italia dei Valori, i Verdi, Rifondazione Comunista). Infatti alle donne è riservato poco più di un quarto del totale degli incarichi.
Stessa situazione nel centrodestra (Forza Italia, Alleanza Nazionale, Lega) anche se nell’attuale Lega di Matteo Salvini vi sono circa il 40 per cento di donne tra i ministri nei governi Conte I e Draghi.
In passato, dieci cariche ministeriali soppresse non sono mai state ricoperte da una donna:
- Ministro del tesoro (1877-1997)
- Ministro delle partecipazioni statali (1957-1994)
- Ministro per gli interventi straordinari nel Mezzogiorno (1964-1993)
- Ministro della marina mercantile (1946-1993)
- Ministro dei lavori pubblici (1861-2001)
- Ministro delle finanze (1946-2001) da non confondere con il ministero dell'economia e delle finanze
- Ministro delle comunicazioni (1946-2008)
- Ministro del bilancio e della programmazione economica della Repubblica Italiana (1947-1997)
- Ministro per l'attuazione del programma di governo della Repubblica Italiana (2001-2011)
- Ministro per i problemi delle aree urbane della Repubblica Italiana (1987-1998)

Il Governo Draghi è stato attualmente il Governo con più donne, con il 42,2% di esse al suo interno.
La seguente tabella riassuntiva inizia con il Governo Cavour IV, il primo Governo dell'Italia Unita, e si protrae fino ai giorni nostri, pertanto in continuo aggiornamento.
Nella tabella vengono riportati i nomi delle donne che hanno ricoperto la carica di ministro, di sottosegretario, o una della cinque cariche più alte dello Stato, nel corso dei vari Governi e delle varie Legislature, con conseguente percentuale di donne parlamentari.
Vengono riportati esclusivamente i nomi delle donne, non per una questione discriminatoria, ma per evidenziare la loro partecipazione politica nel corso della storia repubblicana.
Inoltre, sono riportate le varie leggi che vennero approvate a tutela della condizione femminile, anche se sono comprese solo le leggi più importanti che hanno cambiato il Paese. 
| Presidente del Consiglio       | Mandato           | Mandato           | Note | Donne Ministro | Donne Sottosegretario | Donne Viceministro                                                     | Donne alle cariche più alte dello Stato | Legislatura                                                                                      | Donne Parlamentari |
| Presidente del Consiglio       | Dal               | Al                | Note | Donne Ministro | Donne Sottosegretario | Donne Viceministro                                                     | Donne alle cariche più alte dello Stato | Legislatura                                                                                      | Donne Parlamentari |
| Camillo Benso, conte di Cavour | 23 marzo 1861     | 12 giugno 1861    | Nascita del Regno d'Italia | Nessuna | Carica istituita nel 1888 | Carica istituita nel 2001                                              | Nessuna | VIII (1861-1865)                                                                                 | Nessuna            |
| Bettino Ricasoli               | 12 giugno 1861    | 3 marzo 1862      | | Nessuna | Carica istituita nel 1888 | Carica istituita nel 2001                                              | Nessuna | VIII (1861-1865)                                                                                 | Nessuna            |
| Urbano Rattazzi                | 3 marzo 1862      | 8 dicembre 1862   | Legge numero 753 del 3 agosto 1862 (detta “legge Rattazzi” | Nessuna | Carica istituita nel 1888 | Carica istituita nel 2001                                              | Nessuna | VIII (1861-1865)                                                                                 | Nessuna            |
| Luigi Carlo Farini             | 8 dicembre 1862   | 24 marzo 1863     | | Nessuna | Carica istituita nel 1888 | Carica istituita nel 2001                                              | Nessuna | VIII (1861-1865)                                                                                 | Nessuna            |
| Marco Minghetti                | 24 marzo 1863     | 28 settembre 1864 | | Nessuna | Carica istituita nel 1888 | Carica istituita nel 2001                                              | Nessuna | VIII (1861-1865)                                                                                 | Nessuna            |
| Alfonso La Marmora             | 28 settembre 1864 | 31 dicembre 1865  | Codice civile del Regno d'Italia | Nessuna | Carica istituita nel 1888 | Carica istituita nel 2001                                              | Nessuna | VIII (1861-1865)                                                                                 | Nessuna            |
| Alfonso La Marmora             | 31 dicembre 1865  | 20 giugno 1866    | | Nessuna | Carica istituita nel 1888 | Carica istituita nel 2001                                              | Nessuna | IX (1865-1867)                                                                                   | Nessuna            |
| Bettino Ricasoli               | 20 giugno 1866    | 10 aprile 1867    | | Nessuna | Carica istituita nel 1888 | Carica istituita nel 2001                                              | Nessuna | IX (1865-1867)                                                                                   | Nessuna            |
| Urbano Rattazzi                | 10 aprile 1867    | 27 ottobre 1867   | | Nessuna | Carica istituita nel 1888 | Carica istituita nel 2001                                              | Nessuna | X (1867-1870)                                                                                    | Nessuna            |
| Luigi Federico Menabrea        | 27 ottobre 1867   | 5 gennaio 1868    | | Nessuna | Carica istituita nel 1888 | Carica istituita nel 2001                                              | Nessuna | X (1867-1870)                                                                                    | Nessuna            |
| Luigi Federico Menabrea        | 5 gennaio 1868    | 13 maggio 1869    | | Nessuna | Carica istituita nel 1888 | Carica istituita nel 2001                                              | Nessuna | X (1867-1870)                                                                                    | Nessuna            |
| Luigi Federico Menabrea        | 13 maggio 1869    | 14 dicembre 1869  | | Nessuna | Carica istituita nel 1888 | Carica istituita nel 2001                                              | Nessuna | X (1867-1870)                                                                                    | Nessuna            |
| Giovanni Lanza                 | 14 dicembre 1869  | 10 luglio 1873    | Presa di Roma | Nessuna | Carica istituita nel 1888 | Carica istituita nel 2001                                              | Nessuna | X (1867-1870)                                                                                    | Nessuna            |
| Marco Minghetti                | 10 luglio 1873    | 25 marzo 1876     | Decreto Regio del 3 ottobre 1875 | Nessuna | Carica istituita nel 1888 | Carica istituita nel 2001                                              | Nessuna | XI (1870-1874)                                                                                   | Nessuna            |
| Agostino Depretis              | 25 marzo 1876     | 25 dicembre 1877  | Petizione per il voto politico alle donne | Nessuna | Carica istituita nel 1888 | Carica istituita nel 2001                                              | Nessuna | XII (1874-1876)                                                                                  | Nessuna            |
| Agostino Depretis              | 25 dicembre 1877  | 24 marzo 1878     | | Nessuna | Carica istituita nel 1888 | Carica istituita nel 2001                                              | Nessuna | XII (1874-1876)                                                                                  | Nessuna            |
| Benedetto Cairoli              | 24 marzo 1878     | 19 dicembre 1878  | | Nessuna | Carica istituita nel 1888 | Carica istituita nel 2001                                              | Nessuna | XIII (1876-1880)                                                                                 | Nessuna            |
| Agostino Depretis              | 19 dicembre 1878  | 14 luglio 1879    | | Nessuna | Carica istituita nel 1888 | Carica istituita nel 2001                                              | Nessuna | XIII (1876-1880)                                                                                 | Nessuna            |
| Benedetto Cairoli              | 14 luglio 1879    | 25 novembre 1879  | | Nessuna | Carica istituita nel 1888 | Carica istituita nel 2001                                              | Nessuna | XIII (1876-1880)                                                                                 | Nessuna            |
| Benedetto Cairoli              | 25 novembre 1879  | 29 maggio 1881    | | Nessuna | Carica istituita nel 1888 | Carica istituita nel 2001                                              | Nessuna | XIII (1876-1880)                                                                                 | Nessuna            |
| Agostino Depretis              | 29 maggio 1881    | 25 maggio 1883    | | Nessuna | Carica istituita nel 1888 | Carica istituita nel 2001                                              | Nessuna | XIV (1880-1882)                                                                                  | Nessuna            |
| Agostino Depretis              | 25 maggio 1883    | 30 marzo 1884     | | Nessuna | Carica istituita nel 1888 | Carica istituita nel 2001                                              | Nessuna | XV (1882-1886)                                                                                   | Nessuna            |
| Agostino Depretis              | 30 marzo 1884     | 29 giugno 1885    | | Nessuna | Carica istituita nel 1888 | Carica istituita nel 2001                                              | Nessuna | XV (1882-1886)                                                                                   | Nessuna            |
| Agostino Depretis              | 29 giugno 1885    | 4 aprile 1887     | | Nessuna | Carica istituita nel 1888 | Carica istituita nel 2001                                              | Nessuna | XV (1882-1886)                                                                                   | Nessuna            |
| Agostino Depretis              | 4 aprile 1887     | 29 luglio 1887    | | Nessuna | Carica istituita nel 1888 | Carica istituita nel 2001                                              | Nessuna | XVI (1886-1890)                                                                                  | Nessuna            |
| Francesco Crispi               | 29 luglio 1887    | 9 marzo 1889      | | Nessuna | Carica istituita nel 1888 | Carica istituita nel 2001                                              | Nessuna | XVI (1886-1890)                                                                                  | Nessuna            |
| Francesco Crispi               | 9 marzo 1889      | 6 febbraio 1891   | | Nessuna | Nessuna | Carica istituita nel 2001                                              | Nessuna | XVI (1886-1890)                                                                                  | Nessuna            |
| Antonio Starabba di Rudinì     | 6 febbraio 1891   | 15 maggio 1892    | | Nessuna | Nessuna | Carica istituita nel 2001                                              | Nessuna | XVII (1890-1892)                                                                                 | Nessuna            |
| Giovanni Giolitti              | 15 maggio 1892    | 15 dicembre 1893  | | Nessuna | Nessuna | Carica istituita nel 2001                                              | Nessuna | XVIII (1892-1895)                                                                                | Nessuna            |
| Francesco Crispi               | 15 dicembre 1893  | 14 giugno 1894    | | Nessuna | Nessuna | Carica istituita nel 2001                                              | Nessuna | XVIII (1892-1895)                                                                                | Nessuna            |
| Francesco Crispi               | 14 giugno 1894    | 10 marzo 1896     | | Nessuna | Nessuna | Carica istituita nel 2001                                              | Nessuna | XVIII (1892-1895)                                                                                | Nessuna            |
| Antonio Starabba di Rudinì     | 10 marzo 1896     | 11 luglio 1896    | | Nessuna | Nessuna | Carica istituita nel 2001                                              | Nessuna | XIX (1895-1897)                                                                                  | Nessuna            |
| Antonio Starabba di Rudinì     | 11 luglio 1896    | 14 dicembre 1897  | | Nessuna | Nessuna | Carica istituita nel 2001                                              | Nessuna | XIX (1895-1897)                                                                                  | Nessuna            |
| Antonio Starabba di Rudinì     | 14 dicembre 1897  | 1 giugno 1898     | | Nessuna | Nessuna | Carica istituita nel 2001                                              | Nessuna | XX (1897-1900)                                                                                   | Nessuna            |
| Antonio Starabba di Rudinì     | 1 giugno 1898     | 29 giugno 1898    | | Nessuna | Nessuna | Carica istituita nel 2001                                              | Nessuna | XX (1897-1900)                                                                                   | Nessuna            |
| Luigi Pelloux                  | 29 giugno 1898    | 14 maggio 1899    | Nascita dell'Unione Femminile Nazionale (1899) | Nessuna | Nessuna | Carica istituita nel 2001                                              | Nessuna | XX (1897-1900)                                                                                   | Nessuna            |
| Luigi Pelloux                  | 14 maggio 1899    | 24 giugno 1900    | | Nessuna | Nessuna | Carica istituita nel 2001                                              | Nessuna | XX (1897-1900)                                                                                   | Nessuna            |
| Giuseppe Saracco               | 24 giugno 1900    | 15 febbraio 1901  | | Nessuna | Nessuna | Carica istituita nel 2001                                              | Nessuna | XXI (1900-1904)                                                                                  | Nessuna            |
| Giuseppe Zanardelli            | 15 febbraio 1901  | 3 novembre 1903   | Legge n.242 del 19 giugno 1902 | Nessuna | Nessuna | Carica istituita nel 2001                                              | Nessuna | XXI (1900-1904)                                                                                  | Nessuna            |
| Giovanni Giolitti              | 3 novembre 1903   | 16 marzo 1905     | Nascita del Consiglio delle Donne Italiane | Nessuna | Nessuna | Carica istituita nel 2001                                              | Nessuna | XXI (1900-1904)                                                                                  | Nessuna            |
| Tommaso Tittoni                | 16 marzo 1905     | 28 marzo 1905     | | Nessuna | Nessuna | Carica istituita nel 2001                                              | Nessuna | XXII (1904-1909)                                                                                 | Nessuna            |
| Alessandro Fortis              | 28 marzo 1905     | 24 dicembre 1905  | Regio Decreto dell'agosto 1905 | Nessuna | Nessuna | Carica istituita nel 2001                                              | Nessuna | XXII (1904-1909)                                                                                 | Nessuna            |
| Alessandro Fortis              | 24 dicembre 1905  | 8 febbraio 1906   | | Nessuna | Nessuna | Carica istituita nel 2001                                              | Nessuna | XXII (1904-1909)                                                                                 | Nessuna            |
| Sidney Sonnino                 | 8 febbraio 1906   | 29 maggio 1906    | | Nessuna | Nessuna | Carica istituita nel 2001                                              | Nessuna | XXII (1904-1909)                                                                                 | Nessuna            |
| Giovanni Giolitti              | 29 maggio 1906    | 11 dicembre 1909  | - Legge 816 del 24 marzo 1907 - 23 aprile 1908 primo Congresso delle Donne Italiane - Terremoto di Messina - Nascita dell'Unione delle Donne Cattoliche Italiane (UDACI) | Nessuna | Nessuna | Carica istituita nel 2001                                              | Nessuna | XXII (1904-1909)                                                                                 | Nessuna            |
| Sidney Sonnino                 | 11 dicembre 1909  | 31 marzo 1910     | | Nessuna | Nessuna | Carica istituita nel 2001                                              | Nessuna | XXIII (1909-1913)                                                                                | Nessuna            |
| Luigi Luzzatti                 | 31 marzo 1910     | 29 marzo 1911     | Legge 520 del 17 luglio 1910 | Nessuna | Nessuna | Carica istituita nel 2001                                              | Nessuna | XXIII (1909-1913)                                                                                | Nessuna            |
| Giovanni Giolitti              | 29 marzo 1911     | 21 marzo 1914     | | Nessuna | Nessuna | Carica istituita nel 2001                                              | Nessuna | XXIII (1909-1913)                                                                                | Nessuna            |
| Antonio Salandra               | 21 marzo 1914     | 5 novembre 1914   | | Nessuna | Nessuna | Carica istituita nel 2001                                              | Nessuna | XXIV (1913-1919)                                                                                 | Nessuna            |
| Antonio Salandra               | 5 novembre 1914   | 18 giugno 1916    | Entrata in guerra dell'Italia nella Prima guerra mondiale | Nessuna | Nessuna | Carica istituita nel 2001                                              | Nessuna | XXIV (1913-1919)                                                                                 | Nessuna            |
| Paolo Boselli                  | 18 giugno 1916    | 30 ottobre 1917   | | Nessuna | Nessuna | Carica istituita nel 2001                                              | Nessuna | XXIV (1913-1919)                                                                                 | Nessuna            |
| Vittorio Emanuele Orlando      | 30 ottobre 1917   | 23 giugno 1919    | Fine della Prima Guerra Mondiale | Nessuna | Nessuna | Carica istituita nel 2001                                              | Nessuna | XXIV (1913-1919)                                                                                 | Nessuna            |
| Francesco Saverio Nitti        | 23 giugno 1919    | 21 maggio 1920    | Legge n. 1179 del 17 luglio 1919 | Nessuna | Nessuna | Carica istituita nel 2001                                              | Nessuna | XXV (1919-1921)                                                                                  | Nessuna            |
| Francesco Saverio Nitti        | 21 maggio 1920    | 15 giugno 1920    | | Nessuna | Nessuna | Carica istituita nel 2001                                              | Nessuna | XXV (1919-1921)                                                                                  | Nessuna            |
| Giovanni Giolitti              | 15 giugno 1920    | 4 luglio 1921     | | Nessuna | Nessuna | Carica istituita nel 2001                                              | Nessuna | XXV (1919-1921)                                                                                  | Nessuna            |
| Ivanoe Bonomi                  | 4 luglio 1921     | 26 febbraio 1922  | | Nessuna | Nessuna | Carica istituita nel 2001                                              | Nessuna | - XXVI (1921-1924) - XXVII (1924-1929) - XXVIII (1929-1934) - XXIX (1934-1939) - XXX (1939-1943) | Nessuna            |
| Luigi Facta                    | 26 febbraio 1922  | 1 agosto 1922     | | Nessuna | Nessuna | Carica istituita nel 2001                                              | Nessuna | - XXVI (1921-1924) - XXVII (1924-1929) - XXVIII (1929-1934) - XXIX (1934-1939) - XXX (1939-1943) | Nessuna            |
| Luigi Facta                    | 1 agosto 1922     | 31 ottobre 1922   | | Nessuna | Nessuna | Carica istituita nel 2001                                              | Nessuna | - XXVI (1921-1924) - XXVII (1924-1929) - XXVIII (1929-1934) - XXIX (1934-1939) - XXX (1939-1943) | Nessuna            |
| Benito Mussolini               | 31 ottobre 1922   | 25 luglio 1943    | - Regio Decreto 1054 del 6 maggio 1923 - Regio decreto n. 2480 del 9 dicembre 1926 - Patti Lateranensi del 1929 - Entrata in vigore del Codice Rocco - Legge numero 22/1934 - Legge numero 653/1934 - Leggi razziali fasciste - Regio Decreto Legge del 1938 - Legge n. 917 del 22 maggio 1939                                                                                    | Nessuna | Nessuna | Carica istituita nel 2001                                              | Nessuna | - XXVI (1921-1924) - XXVII (1924-1929) - XXVIII (1929-1934) - XXIX (1934-1939) - XXX (1939-1943) | Nessuna            |
| Pietro Badoglio                | 25 luglio 1943    | 24 aprile 1944    | - Destituzione di Benito Mussolini, a seguito della riunione del Gran consiglio del fascismo, da parte del Re Vittorio Emanuele III. Fine del periodo fascista in Italia - Soppressa la Camera dei Fasci e delle Corporazioni - Regi Decreti n.25 e 26 del 20 gennaio 1944 abolizione leggi razziali                                                                              | Nessuna | Nessuna | Carica istituita nel 2001                                              | Nessuna | Camera soppressa (1943-1945)                                                                     | Nessuna            |
| Pietro Badoglio                | 24 aprile 1944    | 18 giugno 1944    | Liberazione di Roma | Nessuna | Nessuna | Carica istituita nel 2001                                              | Nessuna | Camera soppressa (1943-1945)                                                                     | Nessuna            |
| Ivanoe Bonomi                  | 18 giugno 1944    | 10 dicembre 1944  | Nascita dell'UDI | Nessuna | Nessuna | Carica istituita nel 2001                                              | Nessuna | Camera soppressa (1943-1945)                                                                     | Nessuna            |
| Ivanoe Bonomi                  | 10 dicembre 1944  | 19 giugno 1945    | - Regi Decreti del 1 febbraio 1945, concessione diritto di voto alle donne - Liberazione di Milano | Nessuna | Nessuna | Carica istituita nel 2001                                              | Nessuna | Camera soppressa (1943-1945)                                                                     | Nessuna            |
| Ferruccio Parri                | 19 giugno 1945    | 10 dicembre 1945  | Angela Maria Guidi Cingolani prima donna a fare un discorso da Parlamentare | Nessuna | Nessuna | Carica istituita nel 2001                                              | Nessuna | Camera soppressa (1943-1945)                                                                     | Nessuna            |
| Ferruccio Parri                | 19 giugno 1945    | 10 dicembre 1945  | Angela Maria Guidi Cingolani prima donna a fare un discorso da Parlamentare | Nessuna | Nessuna | Carica istituita nel 2001                                              | Nessuna | Consulta Nazionale(1945-1946)                                                                    | 13 donne           |
| Alcide De Gasperi              | 10 dicembre 1945  | 14 luglio 1946    | Referendum del 2 giugno 1946, nascita della Repubblica Italiana | Nessuna | Nessuna | Carica istituita nel 2001                                              | Nessuna | Consulta Nazionale(1945-1946)                                                                    | 13 donne           |
| Alcide De Gasperi              | 14 luglio 1946    | 2 febbraio 1947   | | Nessuna | Nessuna | Carica istituita nel 2001                                              | Nessuna | Assemblea Costituente(1946-1948)                                                                 | 21 donne           |
| Alcide De Gasperi              | 2 febbraio 1947   | 1º giugno 1947    | | Nessuna | Nessuna | Carica istituita nel 2001                                              | Nessuna | Assemblea Costituente(1946-1948)                                                                 | 21 donne           |
| Alcide De Gasperi              | 1º giugno 1947    | 24 maggio 1948    | Entrata in vigore della Costituzione Italiana uguaglianza uomo-donna sancita negli art. 3 e 37 | Nessuna | Nessuna | Carica istituita nel 2001                                              | Nessuna | Assemblea Costituente(1946-1948)                                                                 | 21 donne           |
| Alcide De Gasperi              | 24 maggio 1948    | 27 gennaio 1950   | | Nessuna | Nessuna | Carica istituita nel 2001                                              | Nessuna | I Legislatura(1948-1953)                                                                         | 5%                 |
| Alcide De Gasperi              | 27 gennaio 1950   | 27 luglio 1951    | - Legge n. 860 del 1950 - Legge n.986 del 12 dicembre 1950 divieto di licenziamento durante il periodo di gestazione - Convenzione n.100 del 29 giugno 1951 legge sulla parità retributiva, che ha reso esecutiva la convenzione di Ginevra | Nessuna | Nessuna | Carica istituita nel 2001                                              | Nessuna | I Legislatura(1948-1953)                                                                         | 5%                 |
| Alcide De Gasperi              | 27 luglio 1951    | 16 luglio 1953    | | Nessuna | Angela Maria Guidi Cingolani | Carica istituita nel 2001                                              | Nessuna | I Legislatura(1948-1953)                                                                         | 5%                 |
| Alcide De Gasperi              | 16 luglio 1953    | 17 agosto 1953    | | Nessuna | Nessuna | Carica istituita nel 2001                                              | Nessuna | II Legislatura(1953-1958)                                                                        | 4%                 |
| Giuseppe Pella                 | 17 agosto 1953    | 19 gennaio 1954   | | Nessuna | Nessuna | Carica istituita nel 2001                                              | Nessuna | II Legislatura(1953-1958)                                                                        | 4%                 |
| Amintore Fanfani               | 19 gennaio 1954   | 10 febbraio 1954  | | Nessuna | Nessuna | Carica istituita nel 2001                                              | Nessuna | II Legislatura(1953-1958)                                                                        | 4%                 |
| Mario Scelba                   | 10 febbraio 1954  | 6 luglio 1955     | | Nessuna | Maria De Unterrichter Jervolino | Carica istituita nel 2001                                              | Nessuna | II Legislatura(1953-1958)                                                                        | 4%                 |
| Antonio Segni                  | 6 luglio 1955     | 20 maggio 1957    | - Legge n.1064 del 31 ottobre 1955 - Legge n.741 del 22 maggio 1956 parità di remunerazione tra uomini e donne. - Legge 27 dicembre 1956 donne nelle giurie popolari delle Corti d'Assise e come componenti dei Tribunali dei minori. | Nessuna | Maria De Unterrichter Jervolino | Carica istituita nel 2001                                              | Nessuna | II Legislatura(1953-1958)                                                                        | 4%                 |
| Adone Zoli                     | 20 maggio 1957    | 2 luglio 1958     | - Legge n.75 del 20 febbraio 1958 Legge Merlin - Legge 339 del 2 aprile 1958 tutela del lavoro domestico. | Nessuna | Maria De Unterrichter Jervolino | Carica istituita nel 2001                                              | Nessuna | II Legislatura(1953-1958)                                                                        | 4%                 |
| Amintore Fanfani               | 2 luglio 1958     | 16 febbraio 1959  | | Nessuna | Angela Gotelli | Carica istituita nel 2001                                              | Nessuna | III Legislatura(1958-1963)                                                                       | 3,1%               |
| Antonio Segni                  | 16 febbraio 1959  | 26 marzo 1960     | Legge n.1083/1959 nascita del Corpo di polizia femminile | Nessuna | - Angela Gotelli - Maria Badaloni | Carica istituita nel 2001                                              | Nessuna | III Legislatura(1958-1963)                                                                       | 3,1%               |
| Fernando Tambroni              | 26 marzo 1960     | 27 luglio 1960    | Legge 727 del 16 luglio 1960 parità salariale | Nessuna | - Angela Gotelli - Maria Badaloni | Carica istituita nel 2001                                              | Nessuna | III Legislatura(1958-1963)                                                                       | 3,1%               |
| Amintore Fanfani               | 27 luglio 1960    | 22 febbraio 1962  | | Nessuna | Maria Badaloni | Carica istituita nel 2001                                              | Nessuna | III Legislatura(1958-1963)                                                                       | 3,1%               |
| Amintore Fanfani               | 22 febbraio 1962  | 22 giugno 1963    | - Legge n.7 del 9 gennaio 1963 divieto di licenziamento per causa di matrimonio. - Legge n.66 del 9 febbraio 1963 donne nella magistratura. - Legge n. 389 del 5 marzo 1963 assicurazione facoltativa per le casalinghe | Nessuna | Maria Badaloni | Carica istituita nel 2001                                              | Nessuna | III Legislatura(1958-1963)                                                                       | 3,1%               |
| Giovanni Leone                 | 22 giugno 1963    | 5 dicembre 1963   | | Nessuna | Maria Badaloni | Carica istituita nel 2001                                              | Nessuna | IV Legislatura(1963-1968)                                                                        | 3,4%               |
| Aldo Moro                      | 5 dicembre 1963   | 23 luglio 1964    | | Nessuna | - Maria Badaloni - Maria Vittoria Mezza | Carica istituita nel 2001                                              | Nessuna | IV Legislatura(1963-1968)                                                                        | 3,4%               |
| Aldo Moro                      | 23 luglio 1964    | 24 febbraio 1966  | - Legge 756 del 15 settembre 1964 abolizione del "Coefficiente Serpieri". - Legge n.929 del 3 luglio 1965 | Nessuna | - Maria Badaloni - Maria Vittoria Mezza | Carica istituita nel 2001                                              | Nessuna | IV Legislatura(1963-1968)                                                                        | 3,4%               |
| Aldo Moro                      | 24 febbraio 1966  | 25 giugno 1968    | Legge 5 giugno 1967 n. 431 | Nessuna | - Maria Badaloni - Maria Vittoria Mezza | Carica istituita nel 2001                                              | Nessuna | IV Legislatura(1963-1968)                                                                        | 3,4%               |
| Giovanni Leone                 | 25 giugno 1968    | 13 dicembre 1968  | | Nessuna | - Maria Badaloni - Maria Cocco - Emanuela Savio | Carica istituita nel 2001                                              | Nessuna | V Legislatura(1968-1972)                                                                         | 3%                 |
| Mariano Rumor                  | 13 dicembre 1968  | 6 agosto 1969     | Sentenza Corte Costituzionale n.126 del 16 dicembre 1968 incostituzionalità gli articoli del codice penale che punivano l'adulterio femminile | Nessuna | Emanuela Savio | Carica istituita nel 2001                                              | Nessuna | V Legislatura(1968-1972)                                                                         | 3%                 |
| Mariano Rumor                  | 6 agosto 1969     | 28 marzo 1970     | Sentenza Corte Costituzionale n.147 del 27 novembre 1969 conferma dell’incostituzionalità del reato di adulterio | Nessuna | - Maria Pia Del Canton - Emanuela Savio | Carica istituita nel 2001                                              | Nessuna | V Legislatura(1968-1972)                                                                         | 3%                 |
| Mariano Rumor                  | 28 marzo 1970     | 6 agosto 1970     | Legge 300 20 maggio 1970 disciplina dello Statuto dei lavoratori | Nessuna | - Elena Gatti Caporaso - Maria Pia Dal Canton | Carica istituita nel 2001                                              | Nessuna | V Legislatura(1968-1972)                                                                         | 3%                 |
| Emilio Colombo                 | 6 agosto 1970     | 18 febbraio 1972  | - Legge 898 del 1º dicembre 1970 divorzio - 10 marzo 1971 contraccezione legale - Legge del 30 dicembre 1971 divieto licenziamento per donne in gravidanza. | Nessuna | - Elena Gatti Caporaso - Maria Pia Dal Canton - Maria Vittoria Mezza | Carica istituita nel 2001                                              | Nessuna | V Legislatura(1968-1972)                                                                         | 3%                 |
| Giulio Andreotti               | 18 febbraio 1972  | 26 giugno 1972    | | Nessuna | Maria Pia Dal Canton | Carica istituita nel 2001                                              | Nessuna | V Legislatura(1968-1972)                                                                         | 3%                 |
| Giulio Andreotti               | 18 febbraio 1972  | 26 giugno 1972    | Nessuna | Nessuna | VI Legislatura(1972-1976) | Carica istituita nel 2001                                              | Nessuna | 3,2%                                                                                             |                    |
| Giulio Andreotti               | 26 giugno 1972    | 8 luglio 1973     | Nessuna | Nessuna | VI Legislatura(1972-1976) | Carica istituita nel 2001                                              | Nessuna | 3,2%                                                                                             |                    |
| Mariano Rumor                  | 8 luglio 1973     | 2 marzo 1974      | Nessuna | Nessuna | VI Legislatura(1972-1976) | Carica istituita nel 2001                                              | Nessuna | 3,2%                                                                                             |                    |
| Mariano Rumor                  | 2 marzo 1974      | 23 novembre 1974  | Referendum sul divorzio | Nessuna | VI Legislatura(1972-1976) | Carica istituita nel 2001                                              | Nessuna | 3,2%                                                                                             | Tina Anselmi       |
| Aldo Moro                      | 23 novembre 1974  | 12 febbraio 1976  | - Sentenza Corte Costituzionale n.27 del 18 febbraio 1975: illegittimità parziale del reato di aborto - Approvazione nuovo Codice di diritto di famiglia - Istituzione consultori familiari - Scioglimento Opera Nazionale per la protezione della Maternità e dell’Infanzia. | Nessuna | VI Legislatura(1972-1976) | Carica istituita nel 2001                                              | Nessuna | 3,2%                                                                                             | Tina Anselmi       |
| Aldo Moro                      | 12 febbraio 1976  | 30 luglio 1976    | | Nessuna | VI Legislatura(1972-1976) | Carica istituita nel 2001                                              | Nessuna | 3,2%                                                                                             | Tina Anselmi       |
| Giulio Andreotti               | 30 luglio 1976    | 13 marzo 1978     | Legge 9 dicembre 1977 parità di trattamento fra uomo e donna sul posto di lavoro | Tina Anselmi | Franca Falcucci | Carica istituita nel 2001                                              | Nessuna | VII Legislatura(1976-1979)                                                                       | 6,8%               |
| Giulio Andreotti               | 13 marzo 1978     | 21 marzo 1979     | Legge sull’aborto | Tina Anselmi | - Ines Boffardi - Franca Falcucci | Carica istituita nel 2001                                              | Nessuna | VII Legislatura(1976-1979)                                                                       | 6,8%               |
| Giulio Andreotti               | 21 marzo 1979     | 5 agosto 1979     | | Tina Anselmi | - Ines Boffardi - Franca Falcucci | Carica istituita nel 2001                                              | Nilde Iotti Presidente della Camera dal 20 giugno 1979 al 22 aprile 1992 | VII Legislatura(1976-1979)                                                                       | 6,8%               |
| Francesco Cossiga              | 5 agosto 1979     | 4 aprile 1980     | | Nessuna | Franca Falcucci | Carica istituita nel 2001                                              | Nilde Iotti Presidente della Camera dal 20 giugno 1979 al 22 aprile 1992 | VIII Legislatura(1979-1983)                                                                      | 7%                 |
| Francesco Cossiga              | 4 aprile 1980     | 18 ottobre 1980   | | Nessuna | - Franca Falcucci - Maria Magnani Noya | Carica istituita nel 2001                                              | Nilde Iotti Presidente della Camera dal 20 giugno 1979 al 22 aprile 1992 | VIII Legislatura(1979-1983)                                                                      | 7%                 |
| Arnaldo Forlani                | 18 ottobre 1980   | 28 giugno 1981    | Referendum aborto, conferma della legge 194 | Nessuna | - Franca Falcucci - Maria Magnani Noya | Carica istituita nel 2001                                              | Nilde Iotti Presidente della Camera dal 20 giugno 1979 al 22 aprile 1992 | VIII Legislatura(1979-1983)                                                                      | 7%                 |
| Giovanni Spadolini             | 28 giugno 1981    | 23 agosto 1982    | - Abolizione del delitto d'onore - abrogazione matrimonio riparatore - Legge 164 del 14 aprile 1982 cambio di sesso | Nessuna | - Franca Falcucci - Maria Magnani Noya | Carica istituita nel 2001                                              | Nilde Iotti Presidente della Camera dal 20 giugno 1979 al 22 aprile 1992 | VIII Legislatura(1979-1983)                                                                      | 7%                 |
| Giovanni Spadolini             | 23 agosto 1982    | 1º dicembre 1982  | | Nessuna | - Franca Falcucci - Maria Magnani Noya | Carica istituita nel 2001                                              | Nilde Iotti Presidente della Camera dal 20 giugno 1979 al 22 aprile 1992 | VIII Legislatura(1979-1983)                                                                      | 7%                 |
| Amintore Fanfani               | 1º dicembre 1982  | 4 agosto 1983     | - Legge 21 aprile 1983 n. 193 disposizioni in materia di cittadinanza - Legge 4 maggio 1983 n. 184 disciplina delle adozioni e dell’affidamento familiare. | Franca Falcucci | Maria Magnani Noya | Carica istituita nel 2001                                              | Nilde Iotti Presidente della Camera dal 20 giugno 1979 al 22 aprile 1992 | VIII Legislatura(1979-1983)                                                                      | 7%                 |
| Bettino Craxi                  | 4 agosto 1983     | 1º agosto 1986    | 12 giugno 1984 istituzione della Commissione Nazionale per la parità e la pari opportunità tra uomo e donna | Franca Falcucci | Susanna Agnelli | Carica istituita nel 2001                                              | Nilde Iotti Presidente della Camera dal 20 giugno 1979 al 22 aprile 1992 | IX Legislatura(1983-1987)                                                                        | 6,8%               |
| Bettino Craxi                  | 1º agosto 1986    | 18 aprile 1987    | Tempi di divorzio da cinque a tre anni | Franca Falcucci | - Susanna Agnelli - Paola Cavigliasso | Carica istituita nel 2001                                              | Nilde Iotti Presidente della Camera dal 20 giugno 1979 al 22 aprile 1992 | IX Legislatura(1983-1987)                                                                        | 6,8%               |
| Amintore Fanfani               | 18 aprile 1987    | 29 luglio 1987    | | Franca Falcucci | Paola Cavigliasso | Carica istituita nel 2001                                              | Nilde Iotti Presidente della Camera dal 20 giugno 1979 al 22 aprile 1992 | IX Legislatura(1983-1987)                                                                        | 6,8%               |
| Giovanni Goria                 | 29 luglio 1987    | 13 aprile 1988    | Legge n.546 del 29 dicembre 1987 riconoscimento alle donne lavoratrici autonome i diritti delle lavoratrici dipendenti di indennita' giornaliera di gravidanza e puerperio | Rosa Russo Iervolino | - Susanna Agnelli - Anna Maria Nucci - Elena Marinucci - Anna Gabriella Ceccatelli | Carica istituita nel 2001                                              | Nilde Iotti Presidente della Camera dal 20 giugno 1979 al 22 aprile 1992 | X Legislatura(1987-1992)                                                                         | 10,1%              |
| Ciriaco De Mita                | 13 aprile 1988    | 23 luglio 1989    | | - Rosa Russo Iervolino - Vincenza Bono | - Susanna Agnelli - Mariapia Garavaglia - Elena Marinucci - Anna Gabriella Ceccatelli | Carica istituita nel 2001                                              | Nilde Iotti Presidente della Camera dal 20 giugno 1979 al 22 aprile 1992 | X Legislatura(1987-1992)                                                                         | 10,1%              |
| Giulio Andreotti               | 23 luglio 1989    | 13 aprile 1991    | - Delibera 6 ottobre 1989 donne nelle Magistrature Militari - Legge 22 maggio 1990 n. 164 Commissione nazionale per la parità e le pari opportunità tra uomo e donna. - Legge 379 dell'11 dicembre 1990 indennità di maternità per le libere professioniste - Legge 10 aprile 1991, n. 125 azioni positive per la realizzazione della parità uomo donna nel lavoro                | Rosa Russo Iervolino | - Susanna Agnelli - Mariapia Garavaglia - Elena Marinucci | Carica istituita nel 2001                                              | Nilde Iotti Presidente della Camera dal 20 giugno 1979 al 22 aprile 1992 | X Legislatura(1987-1992)                                                                         | 10,1%              |
| Giulio Andreotti               | 13 aprile 1991    | 28 giugno 1992    | - Legge n.216 del 19 luglio 1991 - Legge 8 novembre 1991, n. 381 | - Rosa Russo Iervolino - Margherita Boninver | - Laura Fincato - Mariapia Garavaglia - Elena Marinucci | Carica istituita nel 2001                                              | Nilde Iotti Presidente della Camera dal 20 giugno 1979 al 22 aprile 1992 | X Legislatura(1987-1992)                                                                         | 10,1%              |
| Giuliano Amato                 | 28 giugno 1992    | 29 aprile 1993    | | - Rosa Russo Iervolino - Margherita Boninver | - Daniela Mazzuconi - Rossella Artioli | Carica istituita nel 2001                                              | Nessuna | XI Legislatura(1992-1994)                                                                        | 8,5%               |
| Carlo Azeglio Ciampi           | 29 aprile 1993    | 11 maggio 1994    | | - Fernanda Contri - Rosa Russo Iervolino - Maria Pia Garavaglia                                                                                                | - Laura Fincato - Daniela Mazzuconi - Ombretta Fumagalli Carulli - Rossella Artioli - Silvia Costa | Carica istituita nel 2001                                              | Irene Pivetti Presidente della Camera dal 16 aprile 1994 all'8 maggio 1996 | XI Legislatura(1992-1994)                                                                        | 8,5%               |
| Silvio Berlusconi              | 11 maggio 1994    | 17 gennaio 1995   | | Adriana Poli Bortone | - Ombretta Fumagalli Carulli - Marianna Li Calzi - Marisa Bedoni - Mariella Mazzetto | Carica istituita nel 2001                                              | Irene Pivetti Presidente della Camera dal 16 aprile 1994 all'8 maggio 1996 | XII Legislatura(1994-1996)                                                                       | 13,1%              |
| Lamberto Dini                  | 17 gennaio 1995   | 18 maggio 1996    | Norme contro la violenza sessuale | Susanna Agnelli | - Eteldreda Porzio Serravalle - Matelda Grassi - Carla Guiducci Bonanni | Carica istituita nel 2001                                              | Irene Pivetti Presidente della Camera dal 16 aprile 1994 all'8 maggio 1996 | XII Legislatura(1994-1996)                                                                       | 13,1%              |
| Romano Prodi                   | 18 maggio 1996    | 21 ottobre 1998   | - Nascita Dipartimento per le pari opportunità - Legge 3 agosto 1998, n. 269 | - Rosaria Bindi - Anna Finocchiaro - Livia Turco | - Elena Montecchi - Patrizia Toia - Adriana Vigneri - Laura Pennacchi - Federica Rossi Gasparrini - Nadia Masini - Carla Rocchi - Albertina Soliani - Monica Bettoni Brandani | Carica istituita nel 2001                                              | Nessuna | XIII Legislatura(1996-2001)                                                                      | 10,1%              |
| Massimo D'Alema                | 21 ottobre 1998   | 22 dicembre 1999  | - Legge n. 448 del 23 dicembre 1998 assegno ai nuclei familiari con almeno tre figli e assegno di maternità - Legge n.380 del 20 ottobre 1999 delega al Governo per l'istituzione del servizio militare volontario femminile. - Legge 8 dicembre 1999, n. 493 | - Katia Belillo - Laura Balbo - Livia Turco - Rosa Russo Iervolino - Rosaria Bindi - Giovanna Melandri                                                         | - Elena Montecchi - Patrizia Toia - Adriana Vigneri - Marianna Li Calzi - Maretta Scoca - Laura Pennacchi - Nadia Masini - Bianca Maria Fiorillo - Monica Bettoni Brandani - Carla Rocchi | Carica istituita nel 2001                                              | Nessuna | XIII Legislatura(1996-2001)                                                                      | 10,1%              |
| Massimo D'Alema                | 22 dicembre 1999  | 26 aprile 2000    | | - Katia Belillo - Laura Balbo - Patrizia Toia - Livia Turco - Rosaria Bindi - Giovanna Melandri                                                                | - Adriana Vigneri - Elena Montecchi - Ombretta Fumagalli Carulli - Marianna Li Calzi - Nadia Masini - Silvia Barbieri - Maretta Scoca | Carica istituita nel 2001                                              | Nessuna | XIII Legislatura(1996-2001)                                                                      | 10,1%              |
| Giuliano Amato                 | 26 aprile 2000    | 11 giugno 2001    | - Legge n.328 dell'8 novembre 2000 legge quadro per la realizzazione del sistema integrato di interventi e servizi sociali - Legge n. 60 del 6 marzo 2001 - Legge 29 marzo 2001 n. 134 patrocinio a spese dello Stato per le donne senza mezzi economici, violentate e/o maltrattate. - Legge 4 aprile 2001 n.154 nuova misura cautelare dell'allontanamento dalla casa familiare | - Katia Belillo - Patrizia Toia - Livia Turco - Giovanna Melandri                                                                                              | - Ombretta Fumagalli Carulli - Carla Rocchi - Ornella Piloni - Marianna Li Calzi - Elena Montecchi | Carica istituita nel 2001                                              | Nessuna | XIII Legislatura(1996-2001)                                                                      | 10,1%              |
| Silvio Berlusconi              | 11 giugno 2001    | 23 aprile 2005    | - Decreto costituzionale 9 luglio 2003,n. 216 - Legge 11 agosto 2003, n. 228 - Legge n. 40 del 19 febbraio 2004 | - Stefania Prestigiacomo - Letizia Moratti | - Maria Elisabetta Alberti Casellati - Grazia Sestini - Valentina Aprea - Maria Teresa Armosino - Jole Santelli - Margherita Boninver - Maria Grazia Siliquini | Nessuna                                                                | Nessuna | XIV Legislatura(2001-2006)                                                                       | 10,2%              |
| Silvio Berlusconi              | 23 aprile 2005    | 17 maggio 2006    | - Prevenzione e divieto delle pratiche di mutilazione genitale femminile - Legge n.54 dell'8 febbraio 2006 disposizioni in materia di separazione dei genitori e affidamento condiviso dei figli - Attivazione del Numero Antiviolenza e Stalking 1522 | - Stefania Prestigiacomo - Letizia Moratti | - Margherita Boniver - Jole Santelli - Maria Teresa Armosino - Maria Elisabetta Alberti Casellati | Nessuna                                                                | Nessuna | XIV Legislatura(2001-2006)                                                                       | 10,2%              |
| Romano Prodi                   | 17 maggio 2006    | 8 maggio 2008     | | - Linda Lanzillotta - Barbara Pollastrini - Giovanna Melandri - Rosy Bindi - Emma Bonino - Livia Turco                                                         | - Cristina De Luca - Elena Montecchi - Maria Letizia De Torre - Franca Donaggio - Rosa Rinaldi - Laura Marchetti - Daniela Melchiorre - Marcella Lucidi - Maria Chiara Acciarini - Donatella Linguiti - Beatrice Maria Magnolfi                                                                                     | - Patrizia Sentinelli - Mariangela Bastico                             | Nessuna | XV Legislatura(2006-2008)                                                                        | 15,9%              |
| Silvio Berlusconi              | 8 maggio 2008     | 16 novembre 2011  | - Legge n.38 23 aprile 2009 introduzione del reato di stalking - Legge n.120 12 luglio 2011 istituzione quote rosa | - Stefania Prestigiacomo - Giorgia Meloni - Mara Carfagna - Maria Stella Gelmini - Anna Maria Bernini - Michela Vittoria Brambilla                             | - Michela Vittoria Brambilla - Laura Ravetto - Daniela Santanchè - Stefania Craxi - Sonia Viale - Maria Elisabetta Alberti Casellati - Daniela Melchiorre - Francesca Martini - Eugenia Roccella | Catia Polidori                                                         | Nessuna | XVI Legislatura(2008-2013)                                                                       | 19,6%              |
| Mario Monti                    | 16 novembre 2011  | 28 aprile 2013    | | - Elsa Fornero - Paola Severino - Anna Maria Cancellieri | - Maria Cecilia Guerra - Marta Dassù - Elena Ugolini | Marta Dassù                                                            | Nessuna | XVI Legislatura(2008-2013)                                                                       | 19,6%              |
| Enrico Letta                   | 28 aprile 2013    | 22 febbraio 2014  | - Legge n.77 27 giugno 2013 ratifica della Convenzione di Istanbul dell'11 maggio 2011. - Legge n.119 14 agosto 2013 legge reato femminicidio. | - Anna Maria Cancellieri - Cecile Kyenge - Beatrice Lorenzin - Josefa Idem - Nunzia De Girolamo - Maria Chiara Carrozza - Emma Bonino                          | - Michaela Biancofiore - Sabrina De Camillis - Roberta Pinotti - Simona Vicari - Jole Santelli - Sesa Amici - Ilaria Borletti Buitoni | - Maria Cecilia Guerra - Marta Dassù                                   | Laura Boldrini Presidente della Camera dal 16 marzo 2013 al 22 marzo 2018 | XVII Legislatura(2013-2018)                                                                      | 30,1%              |
| Matteo Renzi                   | 22 febbraio 2014  | 12 dicembre 2016  | - D.lgs 4 marzo 2014, n. 24 - Legge sul divorzio breve - D. lgs. 15 giugno 2015, n. 80 - Legge sulle Unioni Civili | - Maria Elena Boschi - Marianna Madia - Beatrice Lorenzin - Maria Carmela Lanzetta - Federica Mogherini - Roberta Pinotti - Federica Guidi - Stefania Giannini | - Federica Chiavaroli - Maria Teresa Amici - Paola De Micheli - Simona Vicari - Silvia Velo - Barbara Degani - Franca Biondelli - Teresa Bellanova - Angela D'Onghia - Ilaria Borletti Buitoni - Francesca Barracciu - Dorina Bianchi                                                                               | Teresa Bellanova                                                       | Laura Boldrini Presidente della Camera dal 16 marzo 2013 al 22 marzo 2018 | XVII Legislatura(2013-2018)                                                                      | 30,1%              |
| Paolo Gentiloni                | 12 dicembre 2016  | 1º giugno 2018    | - Istituzione fondo vittime di reati violenti in caso di nullatenenza - Legge n. 4 dell'11 gennaio 2018 tutela orfani di crimini domestici | - Anna Finocchiaro - Marianna Madia - Roberta Pinotti - Valeria Fedeli - Beatrice Lorenzin                                                                     | - Paola De Micheli - Maria Elena Boschi - Federica Chiavaroli - Simona Vicari - Silvia Velo - Franca Biondelli - Angela D'Onghia - Dorina Bianchi - Ilaria Borletti Buitoni | Teresa Bellanova                                                       | Laura Boldrini Presidente della Camera dal 16 marzo 2013 al 22 marzo 2018 | XVII Legislatura(2013-2018)                                                                      | 30,1%              |
| Giuseppe Conte                 | 1º giugno 2018    | 5 settembre 2019  | Legge Codice Rosso | - Erika Stefani - Giulia Bongiorno - Barbara Lezzi - Alessandra Locatelli - Elisabetta Trenta - Giulia Grillo                                                  | - Giuseppina Castiello - Alessandra Pesce - Vannia Gava | - Emanuela Del Re - Laura Castelli                                     | - Maria Eliabetta Alberti Casellati Presidente del Senato dal 24 marzo 2018 al 13 ottobre 2022 - Marta Cartabia Presidente della Corte costituzionale dall'11 dicembre 2019 al 13 settembre 2020 - Silvana Sciarra Presidente della Corte costituzionale dal 20 settembre 2022 all'11 novembre 2023 | XVIII Legislatura(2018-2022)                                                                     | 35,3%              |
| Giuseppe Conte                 | 5 settembre 2019  | 13 febbraio 2021  | | - Paola Pisano - Elena Bonetti - Teresa Bellanova - Fabiana Dadone - Luciana Lamorgese - Lucia Azzolina - Paola De Micheli - Nunzia Catalfo                    | - Simona Malpezzi - Laura Agea - Maria Cecilia Guerra - Mirella Liuzzi - Alessia Morani - Alessandra Todde - Francesca Puglisi - Lucia Azzolina - Lorenza Bonaccorsi - Anna Laura Orrico - Sandra Zampa | - Emanuela Del Re - Marina Sereni - Laura Castelli - Anna Ascani       | - Maria Eliabetta Alberti Casellati Presidente del Senato dal 24 marzo 2018 al 13 ottobre 2022 - Marta Cartabia Presidente della Corte costituzionale dall'11 dicembre 2019 al 13 settembre 2020 - Silvana Sciarra Presidente della Corte costituzionale dal 20 settembre 2022 all'11 novembre 2023 | XVIII Legislatura(2018-2022)                                                                     | 35,3%              |
| Mario Draghi                   | 12 febbraio 2021  | 22 ottobre 2022   | Legge n.53 5 maggio 2022 Legge italiana che disciplina la raccolta di dati e informazioni sulla violenza di genere esercitata contro le donne, al fine di monitorare il fenomeno ed elaborare politiche che consentano di prevenirlo e contrastarlo. | - Maria Stella Gelmini - Fabiana Dadone - Maria Cristina Messa - Marta Cartabia - Luciana Lamorgese - Mara Carfagna - Erika Stefani - Elena Bonetti            | - Valentina Vezzali - Deborah Bergamini - Simona Malpezzi - Caterina Bini - Assuntela Messina - Dalila Nesci - Anna Macina - Stefania Pucciarelli - Maria Cecilia Guerra - Alessandra Sartore - Anna Ascani - Ilaria Fontana - Barbara Floridia - Vannia Gava - Rossella Accoto - Tiziana Nisini - Lucia Borgonzoni | - Laura Castelli - Marina Sereni - Teresa Bellanova - Alessandra Todde | - Maria Eliabetta Alberti Casellati Presidente del Senato dal 24 marzo 2018 al 13 ottobre 2022 - Marta Cartabia Presidente della Corte costituzionale dall'11 dicembre 2019 al 13 settembre 2020 - Silvana Sciarra Presidente della Corte costituzionale dal 20 settembre 2022 all'11 novembre 2023 | XVIII Legislatura(2018-2022)                                                                     | 35,3%              |
| Giorgia Meloni                 | 22 ottobre 2022   | in carica         | Legge n.168 del 24 novembre 2023 | - Daniela Santanchè - Eugenia Roccella - Alessandra Locatelli - Maria Elisabetta Alberti Casellati - Anna Maria Bernini - Marina Calderone                     | - Lucia Borgonzoni - Augusta Montaruli - Paola Frassinetti - Fausta Bergamotto - Sandra Savino - Lucia Albano - Wanda Ferro - Maria Tripodi - Matilde Siracusano - Isabella Rauti | - Vannia Gava - Maria Teresa Bellucci                                  | - Silvana Sciarra Presidente della Corte costituzionale dal 20 settembre 2022 all'11 novembre 2023 - Giorgia Meloni Presidente del Consiglio dei Ministri dal 22 ottobre 2022 | XIX Legislatura(2022-)                                                                           | 31%                |